# Juegos Olímpicos de México 1968
Los Juegos Olímpicos de México 1968, oficialmente conocidos como los Juegos de la XIX Olimpiada, fueron un evento multideportivo internacional celebrado en la Ciudad de México, México, del 12 al 27 de octubre de 1968. Después de dos candidaturas infructuosas, se seleccionó a la capital mexicana como ciudad sede del evento en la 60.ª Sesión del Comité Olímpico Internacional. Desde ese momento se constituyó formalmente el Comité Organizador que se encargó, junto con diversas secretarías de Estado, de la organización de los juegos. A excepción de cuatro sedes y tres estadios de fútbol, todas las instalaciones deportivas se ubicaron dentro de los límites de la ciudad. Se construyeron dos villas olímpicas y se emplearon hoteles y apartamentos para hospedar a deportistas, jueces y entrenadores.
Participaron un total de 5516 atletas —4735 hombres y 781 mujeres— de 112 países, que compitieron en 172 eventos de veinte deportes —dieciocho del programa olímpico y dos de demostración—. Se prohibió la participación de Sudáfrica por sus políticas racistas, las Alemanias compitieron como países separados por primera vez y naciones como El Salvador, Honduras, Kuwait y Paraguay, entre otras, hicieron su debut en los Juegos Olímpicos de Verano. Esta fue la primera edición del evento organizada por un país en vías de desarrollo, por una nación hispanohablante y la primera realizada en América Latina. También fueron los terceros juegos celebrados en otoño, los primeros con controles antidopaje y pruebas de género e hizo su aparición la olimpiada cultural. Asimismo fue la primera vez que una atleta femenina portaba la antorcha y encendía el pebetero de inauguración de unos Juegos Olímpicos. Esta tarea le correspondió a la atleta mexicana Enriqueta Basilio Sotelo en un momento en que todavía había recelo a que la mujeres compitieran en deportes de élite. La atleta participó en 400 metros y 80 metros vallas.
Diversas competiciones deportivas de prueba invalidaron los temores presentes relacionados con la altitud de la ciudad. Por su parte, el gobierno mexicano buscó promover al país por medio del evento. En contraste, el movimiento estudiantil lo utilizó para atraer la atención a los abusos gubernamentales. El conflicto entre ambas partes llegó a su punto culminante diez días antes de la ceremonia de apertura, cuando el Ejército Mexicano atacó una manifestación en la plaza de las Tres Culturas y ocasionó la muerte de decenas de personas. 
En los Juegos Olímpicos se rompieron setenta y seis plusmarcas olímpicas y treinta mundiales. Tommie Smith y John Carlos protagonizaron un momento histórico al realizar el saludo del poder negro durante la ceremonia de premiación de los 200 metros. Estados Unidos fue el contingente olímpico más exitoso al obtener 107 medallas, y los gimnastas Věra Čáslavská y Mijaíl Voronin fueron los atletas más condecorados.

## Antecedentes
A inicios de la década de 1920, al cabo de diez años de conflicto armado, México comenzó la recuperación y emprendió un proceso de construcción nacional. El gobierno empleó diversos instrumentos para lograrlo. Uno de ellos, el deporte, también fungió como mecanismo para la movilización política, el desarrollo social y para «restablecer la credibilidad de México en la comunidad internacional». Barke (2011) indica que una de las primeras manifestaciones de este «deseo de utilizar el deporte como un medio para la unificación nacional tras el caos de la Revolución mexicana [...] fue la construcción de un Estadio Nacional en mayo de 1924».
En 1923, Henri de Baillet-Latour, miembro del Comité Olímpico Internacional —COI—, visitó México como parte de un recorrido por América Latina. Durante esa visita se constituyó el Comité Olímpico Mexicano y se acordó que México enviaría su primer contingente olímpico en los Juegos de París 1924, lo que finalmente se realizó, pero con financiamiento privado. Dos años más tarde, la Ciudad de México celebró la primera edición de los Juegos Centroamericanos y del Caribe. Según Arbena (1999), este evento mostró que el país era un «potencial líder internacional, al menos, en su propia esfera geopolítica».
Durante los años siguientes, el gobierno federal continuó su promoción del deporte y llevó a cabo diversas competiciones atléticas nacionales. Poco después de organizar el Segundo Congreso Panamericano de Educación Física (1946), el presidente Miguel Alemán Valdés (1946–1952) y otras autoridades deportivas desarrollaron un plan a largo plazo para obtener la sede olímpica. Sin embargo, en 1949, la primera candidatura de la Ciudad de México fracasó en la segunda ronda de votación. Brewster y Brewster (2010) consideran que una de las razones que llevó a las autoridades mexicanas a buscar la sede fue el potencial que tiene la celebración de un evento deportivo de tal magnitud de «modificar las percepciones extranjeras», hasta ese entonces dominadas por la visión hollywoodense que representó a los mexicanos como «corruptos, ineficientes y de poca confianza». A principios de la década de 1950 se completó el tramo mexicano de la carretera Panamericana y se inauguró el Aeropuerto Internacional de la Ciudad de México. Asimismo, en 1952 se completó la construcción del Estadio Universitario, que reemplazó al Nacional y que fungió como estadio principal de los VII Juegos Centroamericanos y del Caribe.
Avery Brundage, miembro del COI que respaldaba de forma «pasiva» el plan del Alemán Valdés y que apoyaba la idea de llevar el movimiento olímpico a Latinoamérica, visitó México en 1951. En ese ocasión indicó que las nuevas instalaciones en construcción para los Juegos Panamericanos de 1955, a celebrarse en México, eran de «calibre olímpico». Posteriormente, la capital mexicana organizó la 48.ª Sesión del COI, la primera realizada en América Latina. Con esto Brundage creía que los miembros del organismo podrían observar «de primera mano» los avances en el desarrollo de la ciudad. La organización de los Juegos Panamericanos fue accidentada. La falta de recursos económicos llevó al traslado de competiciones a instalaciones menores y otras sedes fueron completadas a medias. Por su parte, el transporte demostró ser «el mayor desafío de la ciudad». No obstante, fueron considerados un éxito y para Brundage representaron la primera competencia internacional «en la que el país sede cumplió estrictamente con las reglas del COI». Una polémica presente fue la altitud de la ciudad —2240 m s. n. m.—. Ese mismo año, durante la elección de la sede de los Juegos de 1960, las aspiraciones olímpicas de la ciudad se frustraron una vez más cuando fue eliminada en la primera ronda de votación.

### Candidatura
La candidatura de la Ciudad de México a los Juegos Olímpicos de 1968 se basó principalmente «en las instalaciones existentes y la experiencia en eventos anteriores». Un punto a su favor fue el desarrollo económico y la industrialización que el país vivió desde 1940 —México había experimentado más de dos décadas de indicadores macroeconómicos favorables, un fenómeno denominado milagro mexicano— y que lo convirtieron en un «candidato adecuado» para buscar la sede olímpica. Brewster y Brewster (2010) agregan que, aunque «lejos de ser perfecta», la situación política en México a inicios de la década de 1960 era buena, mejor que la de muchos países de América Latina. El 7 de diciembre de 1962, Ernesto P. Uruchurtu, jefe del Departamento del Distrito Federal, presentó formalmente a Brundage —presidente del COI desde 1952— la candidatura de la ciudad. En el proceso, México se enfrentó a Detroit, Lyon y Buenos Aires.
El 29 de junio de 1963, a manera de confirmación, se publicó en el Diario Oficial de la Federación un decreto presidencial suscrito por el presidente Adolfo López Mateos (1958-1964) en el que se autorizaba al Departamento, junto con la Secretaría de Educación Pública, gestionar la candidatura. Poco después, el 4 de julio, Uruchurtu decretó la formación del Comité de Invitación, encargado de proponer y apoyar la candidatura, integrado por José de Jesús Clark Flores —presidente—, Marte R. Gómez —vicepresidente—, Alejandro Carrillo, Josué Sáenz, Federico Mariscal, Manuel Guzmán Willis y Eduardo Hay, entre otros. Durante este proceso el COI elaboró un cuestionario detallado que las ciudades aspirantes debieron responder. Los mexicanos respondieron con un libro trilingüe de 180 páginas titulado «Demande-Requests-Solicita». Además de las respuestas al cuestionario contenía información sobre las instalaciones deportivas y los eventos realizados previamente en la ciudad, sobre los efectos de la altitud y una semblanza histórica del país.
A pesar de la información presentada el Comité solicitó explicaciones verbales. Los delegados mexicanos negaron que la altitud representara un peligro y que supusiera un problema grave de adaptación física. El gobierno mexicano buscó promover la candidatura por medio de un trabajo diplomático «fino y sistemático» con el que se trató de ganar la voluntad de Brundage y los miembros del COI con derecho de voto. También se organizó la promoción de la sede a través de embajadas y consulados. Según Rodríguez Kuri (2014), la candidatura sacó provecho de una «coyuntura internacional altamente favorable» en la que participó también el «reacomodo profundo de la geopolítica del COI».

### Elección
El 12 de octubre de 1963, el contingente mexicano arribó a la ciudad alemana de Baden-Baden tras un viaje de dos días desde la Ciudad de México. Alrededor de las 10 de la mañana del 18 de octubre, durante la 60.ª Sesión del COI, inició el proceso de elección de la sede con la presentación de la candidatura de Buenos Aires, seguida por la de Detroit. A las tres de la tarde, luego de un largo descanso, el equipo francés hizo lo propio. Cerró las presentaciones el equipo mexicano, integrado por Hay, Guzmán Willis, Sáenz y Carrillo. También estuvieron presentes Gómez, Clark Flores y Pedro Ramírez Vázquez.
Sáenz afirmó que el costo de alimentación y alojamiento por atleta sería de 2.80 dólares diarios, que serían sufragados por medio de «los ingresos resultantes de comunicaciones». Por su parte, Hay defendió la postura de que la altitud de la ciudad no afectaría a los atletas y comprometió a los organizadores a pagar los gastos de aclimatación de los deportistas que así lo solicitaran. Se mencionaron los eventos anteriores celebrados en la capital y las plusmarcas que en ellos se lograron. Se habló de la «estabilidad política, la firme economía y las libertades sociales y políticas», así como de la situación de las instalaciones ya existentes en ese año. Luego de que los miembros de las Federaciones Internacionales realizaran preguntas a los representantes, Michael Morris Killanin e Ivar Vind se encargaron de supervisar la elección; Vind también se ocupó de anunciar los resultados.

#### Reacciones
Tras escuchar el anuncio, el contingente mexicano estalló en aplausos y gritos de alegría. Inmediatamente después Gómez y Clark agradecieron la elección y se comprometieron formalmente a cumplir con todo lo prometido. Esta inesperada victoria —Detroit y Lyon eran las candidaturas favoritas para los medios nacionales e internacionales— provocó que «los capitalinos se volvieran locos y, en una u otra forma, externaran su júbilo por la noticia». Por su parte, el presidente López Mateos describió el triunfo como «una forma de reconocimiento al esfuerzo del Pueblo Mexicano». Senadores, gobernadores y funcionarios del Departamento del Distrito Federal, así como el secretario de Gobernación, Gustavo Díaz Ordaz, hicieron declaraciones similares. Los medios mexicanos afirmaron que el triunfo se debió al conocimiento del COI sobre las condiciones del país y a la defensa de los representantes de la candidatura.
Sin embargo, diversos factores dieron paso a la elección de la ciudad como sede de los Juegos: la llegada de Brundage a la presidencia del COI y sus visitas a México, la decisión del organismo de llevar el olimpismo a otros lugares del mundo, el apoyo de López Mateos a la candidatura e incluso los discursos en los que se apeló a las alianzas políticas de la Guerra Fría con lo que se consiguió el voto de los bloques «ruso», latinoamericano y africano en favor de la candidatura mexicana. En este sentido, Rodríguez Kuri (1998) sugiere que México representó para el COI la oportunidad de llevar a cabo un «desplazamiento geopolítico», es decir, recorrer «las tensiones y conflictos inherentes a la organización de unos Juegos Olímpicos hacia un país nominalmente no alineado, y que se encontraba involucrado en una política internacional de distensión».
En entrevista con L'Aurore, Brundage declaró: «los delegados han estimado que la elección de México ayudará a la difusión y expansión del espíritu olímpico». Por otro lado, los medios franceses se mostraron «decepcionados» por la derrota e incluso algunos culparon al gobierno al señalar que era un «justo castigo a la perversidad de los poderes». En Detroit, el alcalde Jerry Cavanagh expresó su «amarga decepción» y para los argentinos los dos votos demostraron que Buenos Aires estaba «fuera de juego».

## Organización

### Comité Organizador

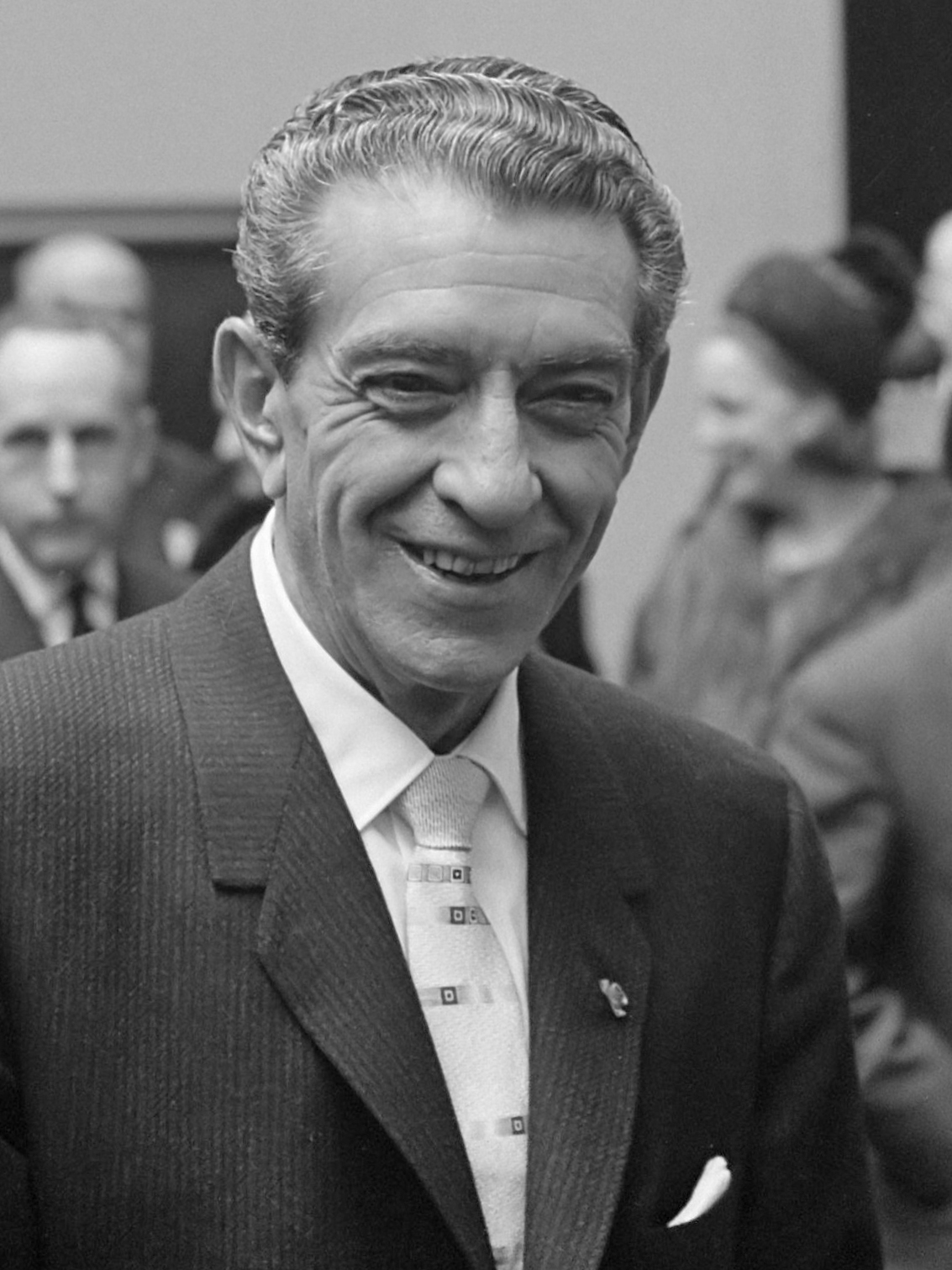
México obtuvo la sede olímpica durante la presidencia de López Mateos. Tras su periodo presidencial, ocupó brevemente el cargo de presidente del Comité Organizador.

El 28 de mayo de 1963, López Mateos ordenó por decreto presidencial la creación del Comité Organizador de los Juegos de la XIX Olimpiada —COO—. Sin embargo, fue hasta la elección de la Ciudad de México en octubre de ese año que el Comité se constituyó formalmente. Inicialmente el puesto de presidente permaneció vacante. Por esta razón se creó la Comisión Ejecutiva dirigida por Clark Flores. Agustín Legorreta se encargó de las finanzas, Ramírez Vázquez de la construcción y se crearon dieciocho secciones especiales encargadas de otros aspectos. Las oficinas centrales del Comité Organizador, conocidas como Centro Olímpico, se ubicaron en el paseo de la Reforma y también fungieron como centro de acreditación para la prensa. Uno de los primeros trabajos del COO fue la creación de «un inventario de instalaciones existentes y determinar qué modificaciones serían requeridas». Más tarde se procedió con la creación de un anteproyecto que fue presentado a Brundage en marzo de 1965.
El 28 de junio de ese año, el nuevo presidente de la República, Díaz Ordaz (1964-1970), designó a su predecesor como presidente del organismo. Durante la 64.ª Sesión, celebrada en Roma, el COO presentó un reporte ante los miembros del COI. En la comparecencia se informó sobre los costos de albergar a los atletas, la posible ruta de la antorcha olímpica y se discutieron temas como la transmisión, el transporte y las visitas deportivas y médicas. Además se abordó con especial atención la controversia de la altitud.
Después de la llegada de Díaz Ordaz a la presidencia, la organización de los Juegos Olímpicos fue motivo de conflictos internos. Rodríguez Kuri (1998) señala que el nuevo mandatario enfrentó el compromiso «con preocupación». Por su parte, según Zolov (2004), para el verano de 1965 Díaz Ordaz estaba listo para «tirar la toalla». Durante el siguiente verano, México enfrentó «no solo la apremiante realidad de las restricciones financieras, sino que también el más abstracto problema de credibilidad». Sin embargo, el 16 de julio de 1966, luego de que López Mateos dimitiera por motivos de salud, Ramírez Vázquez fue elegido para sustituirlo. Según el nuevo dirigente del COO, Díaz Ordaz le señaló que «[el] primer reto es rescatar la confianza de que lo podemos hacer y hay que demostrarlo de inmediato».
A partir de este momento, y en contraste con los planes de López Mateos de impulsar el gasto, los organizadores optaron por una olimpiada «barata». Bajo la dirección de Ramírez Vázquez la organización adoptó un «pragmatismo marcado por el reconocimiento de los recursos y limitaciones del país y de la ciudad». De tal forma que, propone Rodríguez Kuri (2003), «adaptaron los juegos a la ciudad, y no al revés». El propio Ramírez Vázquez declaró que la preparación de los Juegos «no constituye, de ninguna manera, un derroche injustificado». En este sentido, en múltiples ocasiones se hizo énfasis en el uso posterior que se daría a las instalaciones; una «equilibrada planificación de las construcciones ha previsto su servicio posterior para el bien público». Esta idea también fue expresada por Díaz Ordaz en su III Informe de Gobierno: «Se procura, además, que [las instalaciones] tengan una utilidad social permanente y no sirvan exclusivamente de motivo de lucimiento para nuestra capital durante unos cuantos días».
Una de las primeras medidas del nuevo presidente del COO fue anunciar el programa cultural, parte de una estrategia para reactivar el apoyo nacional a los Juegos Olímpicos. El 24 de octubre, por decreto presidencial se transformó la estructura administrativa del COO. Con esta reorganización se simplificó su estructura y se dotó a la presidencia y a otros cargos de «poderes organizativos y ejecutivos claramente distinguibles». El 25 de julio de 1967, el COO se estableció como un «organismo público descentralizado, con personalidad jurídica y patrimonio propios». Luego de la llegada de Ramírez Vázquez, el COO definió los lugares exactos de las sedes y formuló un programa de construcción, adquirió dispositivos de sincronización, instalaciones de prensa y equipos de cómputo, estableció el control técnico y horarios de los eventos, la logística del recorrido de la antorcha, las ceremonias, el control del tránsito vehicular y la decoración urbana, entre otros aspectos de los Juegos. Desde 1965, el COO aseguró seguir el modelo de organización de Roma 1960. Por esta razón, para finales de ese año, Marcello Garroni, subsecretario del Comité Olímpico Nacional Italiano, ya había realizado dos viajes a México para apoyar en diversos aspectos de la organización. También algunos miembros del personal del COO viajaron a Roma para recibir información y capacitación.
Por medio de equipos de cómputo se crearon ochenta y tres programas de ruta crítica: veinticinco para el diagrama maestro y la organización deportiva, ocho para los servicios, dos para las ceremonias de apertura y clausura, siete para la olimpiada cultural y cuarenta y uno para las villas olímpicas. La gestión de los programas necesarios para el evento se delegó a siete departamentos, además de secciones especiales creadas para las villas y para el programa de identidad olímpica, que fueron supervisados por los altos cargos del COO. Durante la organización de los Juegos, el Comité trabajó con organismos gubernamentales, empresas privadas, el COI y las Federaciones Internacionales. El número de empleados fluctuó de menos de cien en octubre de 1966 a más de 14 000 en septiembre de 1968. Para agosto de 1969, ese número se había reducido a menos de cuarenta.

#### Eventos

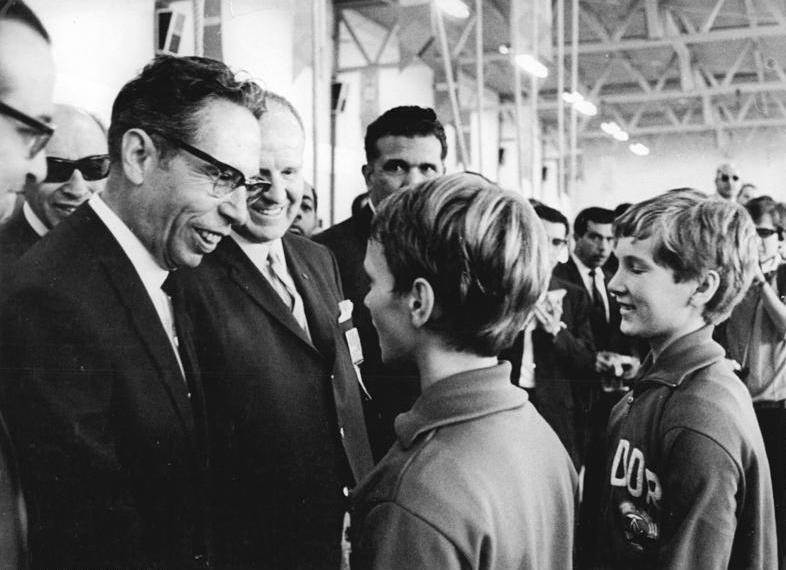
Díaz Ordaz junto a dos gimnastas de la República Democrática Alemana durante la III Semana Deportiva Internacional celebrada en 1967.

Ante la necesidad de resolver la controversia de la altitud, el COO organizó entre 1965 y 1967 tres competiciones internacionales preolímpicas. La primera —Semana Deportiva Internacional— se llevó a cabo del 11 al 17 de octubre de 1965 y contó con la participación de 508 atletas de dieciocho países que compitieron en eventos de siete deportes. Con base en los estudios médicos realizados a los deportistas en diversas etapas se estimó un periodo de aclimatación de seis a ocho días.
En la segunda —II Semana Deportiva Internacional— participaron 784 atletas de veinticinco países. Y la tercera —III Semana Deportiva Internacional—, además de reunir a 2564 deportistas de cincuenta y seis países, ayudó a la prueba de instalaciones, la preparación técnica y la organización general. Tras esta última, los diversos exámenes médicos, así como los resultados de las competencias, prácticamente resolvieron el tema de la altitud.
Entre el 26 y el 30 de junio de 1968, el COO y la Universidad Nacional Autónoma de México —UNAM— realizaron el Primer Congreso Internacional de Derecho del Deporte. Al evento se invitó a organismos y universidades. También acudieron Díaz Ordaz, Brundage, Ramírez Vázquez, el rector de la universidad, Javier Barros Sierra, y 430 juristas de treinta países. Algunas de las conclusiones fueron: prohibir el dopaje en el deporte, exhortar a la no interferencia del movimiento deportivo internacional por razones políticas, considerar el estudio y práctica del deporte un derecho de la niñez y la juventud y llevar el deporte a los campesinos.

##### Sesiones del COI
Los contingentes mexicanos acudieron a diversas conferencias internacionales. En las sesiones del COI el COO se encargó de presentar reportes con los pormenores de la organización. En octubre de 1965, el Comité realizó su presentación durante la 63.ª Sesión, celebrada en Madrid, España. En esta se habló sobre los avances en los experimentos realizados en relación con la altitud. Meses después, en abril de 1966, López Mateos presentó el reporte a los miembros del COI durante la sesión de Roma. En esa ocasión se indicó que el costo diario por atleta sería de cuatro dólares. En mayo de 1967, Ramírez Vázquez lideró el grupo mexicano que presentó los progresos y un video sobre las sedes en construcción durante la 65.ª Sesión, organizada en Teherán, Irán. En ella se abordaron diversos temas como la distribución de las medallas, los avances en la edificación, el alojamiento y entretenimiento de los atletas y el hospedaje.
En febrero de 1968, el COO presentó su reporte final durante la 66.ª Sesión, efectuada días antes de los Juegos Olímpicos de Grenoble 1968. Se informó que, hasta ese momento, estaban registrados un total de 2564 atletas y 905 periodistas. Se habló de los eventos de prueba realizados en las nuevas sedes, la olimpiada cultural, la red de carreteras, el transporte y las instalaciones para la transmisión del evento. Por su parte, el Comité Organizador organizó diversos eventos, como la 67.ª Sesión del COI, la Tercera Asamblea General de los Comités Olímpicos Nacionales, el XVII Congreso Mundial de la Federación Internacional de Medicina Deportiva y reuniones de quince federaciones deportivas internacionales.

### Finanzas
Los Juegos tuvieron un costo total de 175 840 000 dólares. 53 600 000 se utilizaron para instalaciones deportivas, 16 560 000 para obras urbanas, 16 080 000 para la Villa Olímpica Libertador Miguel Hidalgo, 12 720 000 para la Villa Olímpica Narciso Mendoza y 76 880 000 para gastos directos del COO. Las construcciones fueron coordinadas por el Comité Organizador y realizadas por la Secretaría de Obras Públicas, el Departamento del Distrito Federal y el Banco Nacional de Obras y Servicios Públicos. El 93.9 % del total fue erogado en el país y el restante 6.1 % en el extranjero.
Para cubrir los gastos, el gobierno federal proveyó un subsidio de 56 816 000 dólares. A esto se sumaron los 20 064 000 dólares que el COO obtuvo con diversas actividades, como la venta de boletos. La venta de los derechos de trasmisión internacionales generó 6.41 millones y 3.89 millones se obtuvieron por medio del pago de regalías. Los derechos televisivos locales, concesiones, servicios y otras actividades generaron ingresos por 9.76 millones.
En su V Informe de Gobierno, Díaz Ordaz reportó un costo total de 2198 millones de pesos. En comparación con el monto señalado en el IV Informe, la cifra sufrió un incremento de 283 millones. Para el presidente este aumento fue ocasionado por un acrecentamiento en el gasto corriente del COO, que fue de 961 millones de pesos. 250 800 000 fueron recuperados mediante ingresos generados por los eventos y 710 200 000 formaron parte del subsidio federal. Además se pagaron 159 600 000 a empresas públicas y dependencias gubernamentales por diversos servicios.

### Instalaciones

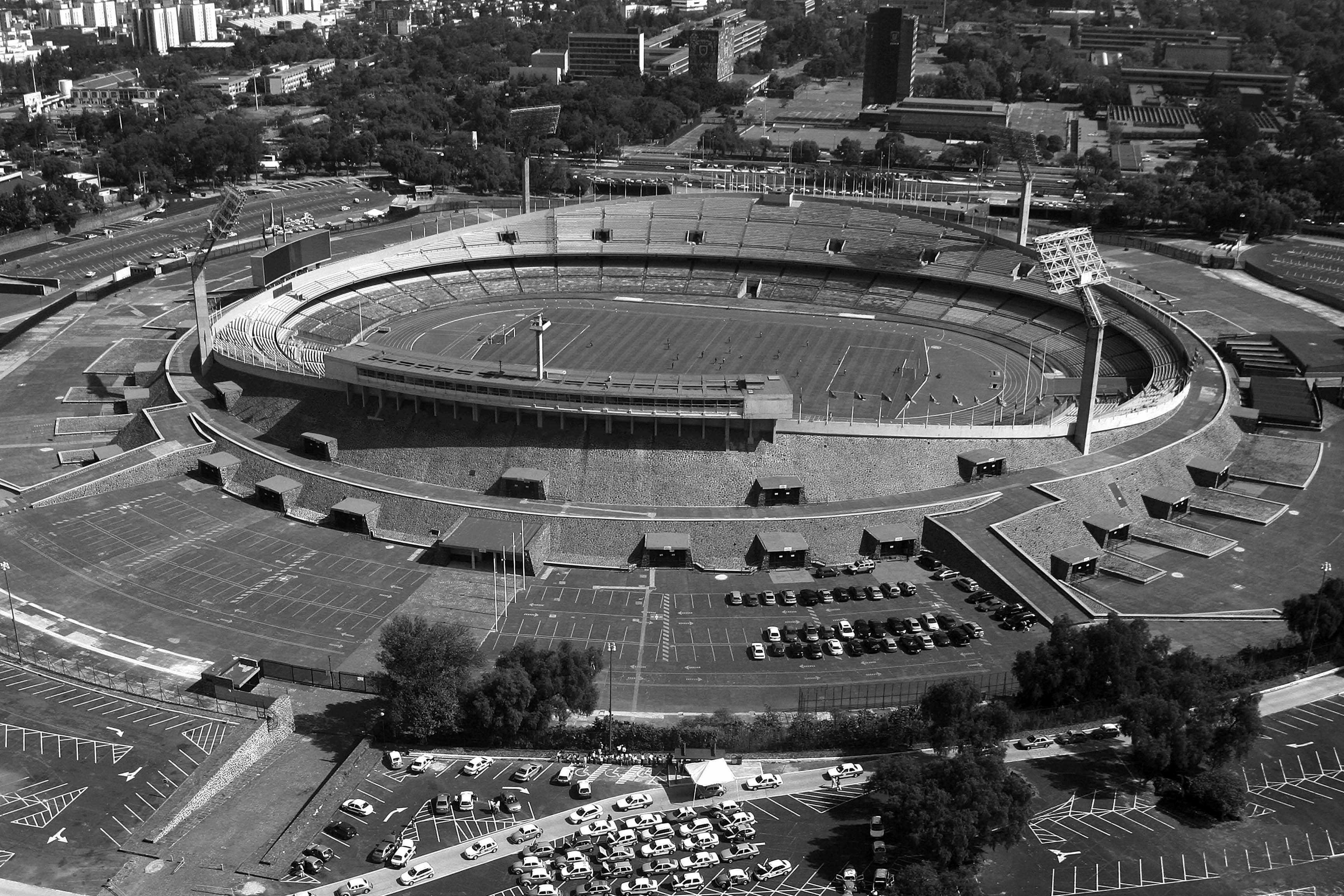
El Estadio Olímpico Universitario fungió como estadio olímpico.

Desde la candidatura se dejó en claro que una de las ventajas del proyecto de la Ciudad de México era la infraestructura ya existente. Sin embargo, fue necesario construir algunas sedes más. El COO reexaminó las instalaciones disponibles y elaboró nuevos planes. El presupuesto para mejoras llegó a los 84 millones de dólares del gasto federal más 75 millones de inversión privada. No obstante, no se incluyeron proyectos como autopistas o el metro. Durante la 63.ª Sesión del COI, el COO afirmó que se evitaría realizar «inversiones anticipadas que implicasen procedimientos antieconómicos y que no permitiesen el uso inmediato de las instalaciones», lo que se tradujo en que las obras de construcción se iniciarían hasta 1966.
En abril de ese año, López Mateos reportó en Roma que las obras se encontraban en planeación y diseño. Tras los cambios aplicados a la estructura administrativa del COO, el 24 de octubre se creó la Dirección de Control de Instalaciones con el objetivo de vigilar el cumplimiento de criterios y especificaciones durante la etapa de construcción, además de la elaboración de los programas arquitectónicos más tarde entregados a la Secretaría de Obras Públicas para la elaboración de los anteproyectos. Más tarde se encargó del mantenimiento y operación de las instalaciones.
La construcción de las sedes más importantes se retrasó hasta finales de 1966 e inicios de 1967. Esta situación provocó críticas a los organizadores y llevó a diversos medios internacionales a especular sobre un cambio de sede. Aunque en público Brundage siempre mostró su apoyo, en privado fueron diversas las ocasiones en las que instó a Ramírez Vázquez a seguir los proyectos de construcción de acuerdo con lo programado. Finalmente se decidió construir siete inmuebles: la Pista Olímpica de Remo y Canotaje, el Polígono Olímpico de Tiro Vicente Suárez, la Sala de Armas Fernando Montes de Oca, el Palacio de los Deportes, el Velódromo Olímpico Agustín Melgar, la Alberca Olímpica Francisco Márquez y el Gimnasio Olímpico Juan de la Barrera. Los primeros tres fueron diseñados por la Secretaría de Obras Públicas y el resto por arquitectos independientes. Todas las instalaciones fueron construidas por técnicos mexicanos a excepción de la pista del Velódromo.
Las sedes se construyeron, acondicionaron y equiparon en un lapso de aproximadamente 521 días, mientras que las secciones habitacionales de las villas olímpicas en 455. Otras veintisiete construcciones, como el Campo Marte, el Estadio Azteca y el Auditorio Nacional, también se acondicionaron como sedes. Esta adaptación duró entre cuarenta y cuatro y 686 días. El Estadio Olímpico Universitario, cuya construcción se llevó a cabo entre 1950 y 1952 y con una capacidad para 83 700 espectadores, fue empleado como estadio olímpico y fue sede de las competiciones de atletismo. Se sembraron en total 448 719 metros cuadrados de siete diversas clases de céspedes, 31 637 unidades de plantas, arbustos y árboles de ornato y algunos ahuehuetes en varias sedes. El año anterior a los Juegos Olímpicos, el gobierno gastó tres millones de pesos en la plantación y veinticuatro en la restauración de plazas.
A diferencia de las dos ediciones olímpicas anteriores, los eventos de estos Juegos no se desarrollaron en una única zona de competencias. Con el uso de instalaciones preexistentes y la construcción de nuevas, las sedes se distribuyeron en diversos puntos de la Ciudad de México. Por esta razón se construyeron o adecuaron algunas vialidades, como la rama sureste del Periférico, el Viaducto Tlalpan y la Avenida Pedregal. También se amplió la Avenida de los Insurgentes Sur. Para Brewster y Brewster (2010), la dispersión de las sedes tuvo el objetivo de convertir las instalaciones en una «parte integral de los esfuerzos de la ciudad» para fomentar la práctica de deportes y evitar su desuso tras los Olímpicos. En octubre de 1967, se prohibió la venta callejera en lugares como la Zona Rosa y en la periferia al sur de la ciudad en los alrededores de las instalaciones deportivas.

#### Villas olímpicas

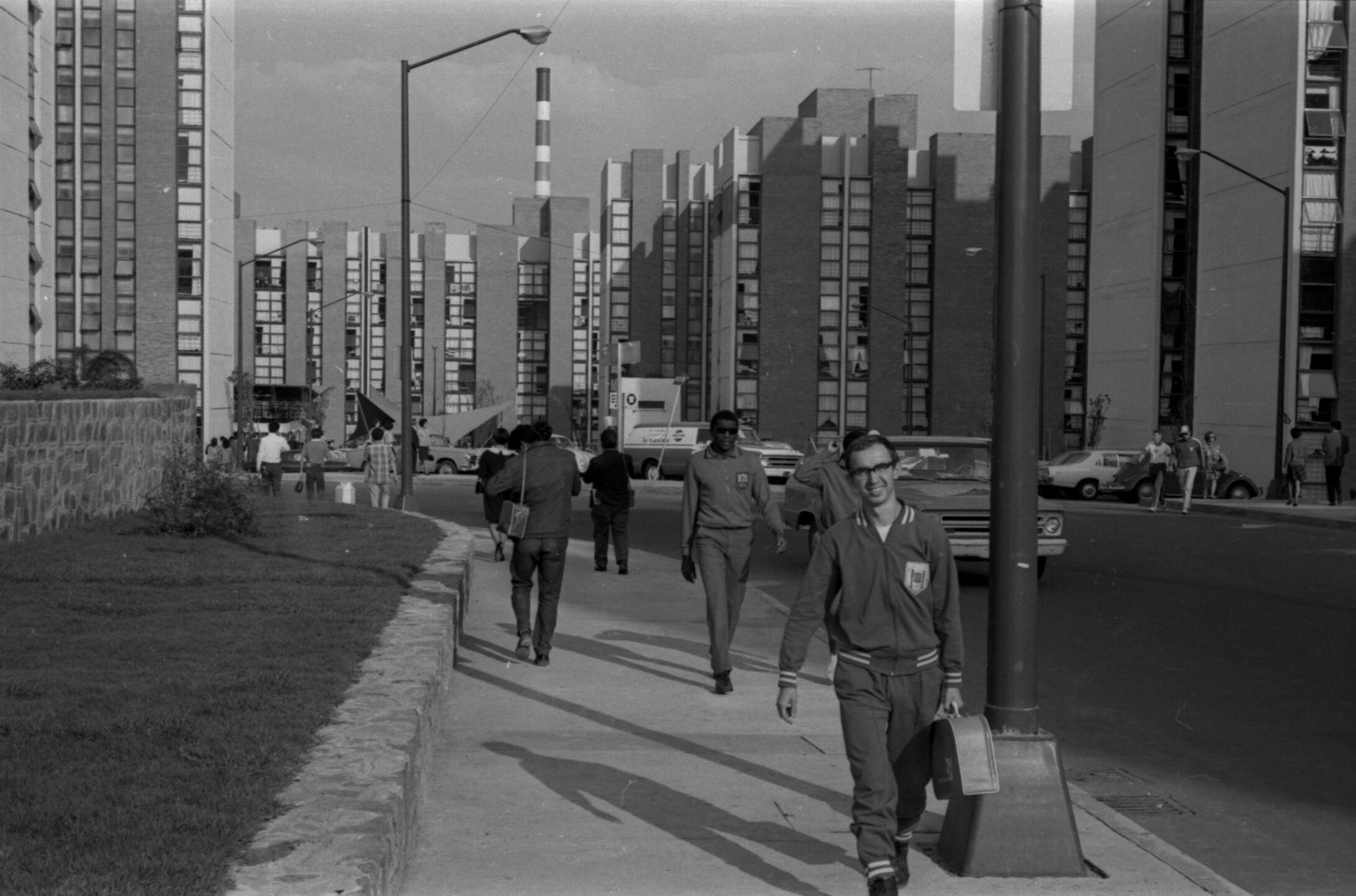
Imagen de la Villa Olímpica el 19 de octubre de 1968.

El COO decidió construir dos villas olímpicas separadas, una para atletas y oficiales y otra para jueces y participantes de la olimpiada cultural. La primera fue denominada Villa Olímpica Miguel Hidalgo y la segunda Villa Olímpica Narciso Mendoza, habitadas por 13 835 personas durante veinte días y fueron necesarios 6000 trabajadores. Entre el 12 y el 27 de octubre, el Servicio de Comedores preparó un promedio de 22 229 raciones de comida diarias. Se prepararon un total de 356 467 raciones. Entre el 12 de octubre y el 7 de noviembre, el costo por persona fue de cuatro dólares e incluyó alimentación, alojamiento y transporte. La Villa Olímpica Miguel Hidalgo —nombrada en honor a Miguel Hidalgo y Costilla, padre de la patria mexicana e iniciador de la Guerra de Independencia de México— se construyó al sur de la Ciudad de México en nueve hectáreas y más tarde ampliada con 20 000 metros cuadrados. La construcción estuvo a cargo del Banco Nacional de Obras y Servicios Públicos y se inició el 2 de mayo de 1967. El 17 de septiembre de 1968, Díaz Ordaz la inauguró.
Se conformó de 5044 cuartos y 2572 baños en un total de 904 departamentos. Incluyó un edificio de Control y Registro, seis edificios temporales para comedores, un centro de prensa, un anfiteatro, pistas de tartán, dos gimnasios, estacionamiento, campos de entrenamiento, lavanderías, laboratorios, una estación de bomberos, alojamiento para el Destacamento Militar Olímpico y una capilla. La Villa Olímpica Narciso Mendoza —nombrada en honor a Narciso Mendoza, niño militar que participó en el Sitio de Cuautla— se edificó al sureste de la ciudad, en los bloques I y III de una zona residencial construida por la Secretaría de Obras Públicas y el Banco Nacional de Obras y Servicios Públicos. La constituyeron 686 casas y 470 departamentos, con un total de 3474 estancias y 1314 baños. Su construcción se extendió del 1 de agosto de 1967 a septiembre de 1968 y contó con un restaurante y cocina, cafetería, un auditorio, un comedor para el Destacamento Militar Olímpico y un pequeño centro comercial.

## Servicios
El 7 de diciembre de 1966, la Oficina de Control de Alojamiento comenzó a funcionar. En colaboración con la Secretaría de Turismo, estudió la disponibilidad y controló el alojamiento y hospedaje, organizó las áreas de estacionamiento, y contribuyó a garantizar la existencia de boletos. La oficina contaba con 286 habitaciones en hoteles y cincuenta y ocho suites y apartamentos turísticos. También se organizó alojamiento en 3167 hogares privados y apartamentos. Por otra parte, la seguridad estuvo a cargo del Destacamento Militar Olímpico, creado con contingentes de la Secretaría de Marina y la Secretaría de la Defensa Nacional. En cuanto al tema migratorio, la Secretaría de Gobernación permitió el ingreso a la República Mexicana sin necesidad de visa consular del 14 de septiembre al 15 de noviembre de 1968.
Del 15 de septiembre a finales de octubre, un total de 188 388 turistas extranjeros ingresaron al país por setenta y cinco puntos de entrada. Esto supuso un incremento del 37 % con relación al año anterior. Se construyó una nueva sección en el Aeropuerto Internacional de la Ciudad de México para vuelos chárter, que contó con salas de recepción, inmigración y descanso e instalaciones aduaneras. Se recibieron setenta y dos vuelos chárter, además de diecisiete vuelos encargados de transportar los 172 caballos destinados a las competiciones ecuestres y de pentatlón moderno. 1170 personas fueron seleccionadas y entrenadas para desempeñarse como edecanes. Sus trabajos abarcaron la asistencia a miembros del COI, Comités Nacionales y Federaciones Internacionales, así como a los altos mandos de delegaciones deportivas y culturales e invitados especiales, la prensa y algunos miembros de las delegaciones.
Entre el 1 de octubre y el 15 de noviembre, se instalaron ocho puestos de información en la ciudad. Los servicios médicos estuvieron regulados por un Grupo de Coordinación que, en colaboración con la Secretaría de Salud, supervisó la prestación de atención médica general, administró el aprovisionamiento de las cocinas e inspeccionó las condiciones sanitarias en viviendas, instalaciones de entrenamiento y competición y baños públicos. En las sedes, las villas olímpicas y los hoteles María Isabel y Camino Real se construyeron instalaciones médicas. También se prestó atención en unidades del Instituto Mexicano del Seguro Social. 1863 atletas y 837 participantes ajenos a las competencias recibieron asistencia médica. Se dieron 2817 consultas y se aplicaron 699 tratamientos, cuarenta y seis férulas y 354 inyecciones. Entre septiembre y noviembre de 1968, los vehículos empleados por el COO recorrieron más de cuatro millones de kilómetros y consumieron poco menos de dos millones de litros de gasolina.

### Tecnología deportiva
En esta edición se utilizó por vez primera la pista de tartán, las pértigas de fibra de vidrio y las colchonetas de espuma para el aterrizaje tras el salto. En todos los deportes se utilizó el cronometraje electrónico, por primera vez considerado oficial y se implementó el sistema Photosprint en las competiciones de atletismo y los touchpads en natación, ambos de la empresa Omega, cronometrador oficial de los Juegos, que además instaló cincuenta y dos marcadores, el más grande en el Estadio Olímpico, y envió cuarenta y cinco cronometradores y ocho toneladas de material.
En las competiciones de natación se emplearon las touchpads, un instrumento con dos tercios dentro del agua que reaccionaba al roce con las manos del nadador y detenía el cronómetro. Por su parte, el Photosprint, desarrollado cinco años antes, se utilizó en el atletismo para filmar a los corredores al cruzar la línea de meta. Tras treinta segundos, se obtenía una imagen positivada que ayudaba a determinar el ganador en caso de llegadas simultáneas. También en atletismo se conectaron la pistola de salida, los altavoces y las señales de inicio. El uso de una pistola para marcar la salida representaba una desventaja para los competidores más alejados del arma, debido a que escuchaban una centésima de segundo más tarde el sonido en comparación con los corredores más cercanos. Al conectarlos el sonido se amplificó y los deportistas observaban la señal de salida antes de que el sonido alcanzara al atleta más cercano a la pistola.

### Antidopaje
La muerte del ciclista danés Knud Enemark Jensen durante los Juegos Olímpicos de Roma 1960, ocasionada por el consumo de diversas sustancias, llevó a Arthur Porritt a proponer, en la 63.ª Sesión del COI, que se establecieran políticas sobre el dopaje. El Comité accedió a condenar el uso de drogas, sancionar a los deportistas que las usaran y a solicitar a los Comités Nacionales examinar a sus atletas. El 9 de mayo de 1967, se aprobó una política de pruebas antidopaje y se estableció que, a partir de México 1968, se realizarían exámenes de orina aleatorios a los atletas en la búsqueda de sustancias que a partir de entonces serían consideradas prohibidas, como los estimulantes, narcóticos, antidepresivos y tranquilizantes, por medio de cromatografía de gases. En México se realizaron 667 pruebas. Solamente una resultó positiva, la del sueco Hans-Gunnar Liljenwall, participante de pentatlón moderno, que dio positivo por alcohol. Por otra parte, esta fue la primera vez que se realizaron pruebas de género, un total de 640, implementadas mediante exámenes cromosómicos.

## Información e identidad
El programa de información del COO se dividió en dos fases: la primera —el Programa de Identidad Olímpica— consistió en la creación y proyección de una imagen olímpica en México. La segunda abarcó la cobertura mediática del evento.

### Identidad olímpica

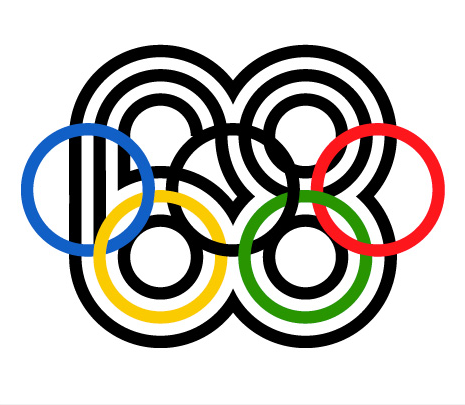
Los anillos olímpicos inspiraron el «diseño geométrico» del logotipo, que se convirtió en el símbolo de estos Juegos en el mundo. Es una combinación de los cinco anillos más el año del evento. El diseño, influenciado por el arte huichol, fue producto de la colaboración entre Ramírez Vázquez, Terrazas y Wyman.

El COO creó el Programa de Identidad Olímpica con el fin de dar a los Juegos Olímpicos un estilo distintivo. Con él se establecieron los departamentos de Diseño Urbano y Publicaciones encargados de diversos aspectos del diseño y las comunicaciones del evento. Eduardo Terrazas fue el coordinador general del programa y del área de diseño urbano y Beatrice Trueblood se encargó de lo relativo a las publicaciones. Con el segundo mayor presupuesto dentro de la organización, la primera tarea de ambos departamentos fue el desarrollo de un logotipo y una simbología para los Juegos. Terrazas y Trueblood reclutaron, con el permiso de Ramírez Vázquez, a un grupo de personas de otros países.
Los principales colaboradores del proyecto fueron Terrazas —diseño urbano—, Trueblood —publicaciones olímpicas—, Manuel Villazon —equipo de diseño estudiantil que contó con la participación de quince mil jóvenes estudiantes mexicanos—, Peter Murdoch —proyectos especiales— y Lance Wyman —diseño gráfico—, además de Alfonso Soto Soria, Abel Quezada, Jesús Virchez Alanís, Mathias Goeritz, Bob Pellegrini, Michael Gross, Julia Jonhson-Marshall y un grupo de artesanos huicholes.
Después de su llegada a México en 1966, Wyman estudió los «diseños de indígenas regionales, artefactos aztecas, arte folclórico mexicano, artesanías regionales y la arquitectura de adobe». Se centró en dos «elementos fundamentales del diseño gráfico para posteriores desarrollos: línea y color». La identidad combinó las formas de la iconografía tradicional mexicana, principalmente la artesanía huichola y el op-art. Al igual que el arte huichol, el arte óptico empleaba «líneas concéntricas, paralelas, divergentes y convergentes». La precisión de las líneas y la simpleza de las figuras empleadas por ese estilo fueron adecuadas para comunicar «la racionalidad, eficiencia y actualidad alcanzadas por México en esa década».
En cuanto a elementos gráficos, el emblema se conformó de líneas repetidas que «evocaban los diseños precolombinos y los colores vistosos propios de las artesanías nacionales». Según Terrazas, el logotipo tuvo «un diseño con un componente mexicano, pero modernizado por la geometría» y fue resultado de la fusión de los anillos olímpicos con el número 68 y «líneas paralelas al estilo de tablas de los huicholes». La configuración de las letras dio paso a un alfabeto empleado como «unificante tipográfico» de eventos y sedes. Durante el proceso de creación, Pedro de Haro, un jefe huichol, y un grupo de huicholes participaron con la creación de una serie de tablas que integraban el 68 y los anillos. Aunque la idea fue originalmente concebida por Ramírez Vázquez, fue perfeccionada por los artistas huicholes. Luego de la creación del diseño básico, Terrazas ideó la extensión de las letras y Wyman llevó a cabo la aplicación del concepto. Dina Comisarenco indica que las líneas curvas combinadas con el número y los anillos «traslada visualmente el movimiento hacia la palabra México» asemejando las ondas en el agua provocadas por el impacto de un objeto. Mientras que «el contraste de la tipografía contribuye a destacar a los anillos», que se convierten en los protagonistas, es decir, «el objeto que al caer en el agua pone a México en movimiento». Terrazas diseñó modelos tridimensionales del logotipo, que fueron colocados en diversas instalaciones y en las villas olímpicas. La exposición mexicana en el XIV Triennale di Milano en 1968 consistió en una versión aún más grande y en la que los visitantes podían ingresar.

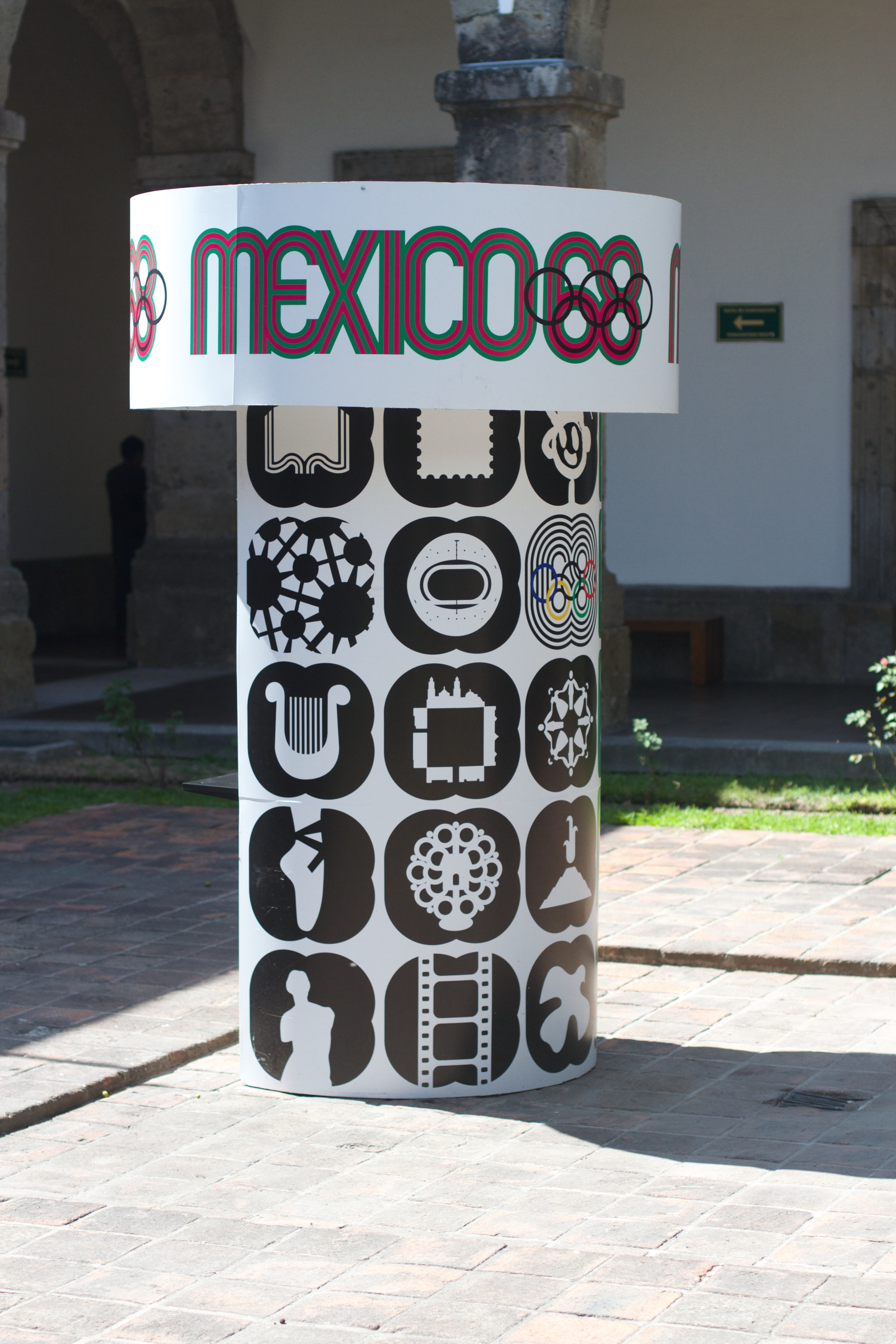
Muestra de parte de la iconografía empleada para los eventos culturales.

De acuerdo con Rodríguez Kuri (2003), hasta mediados de 1965, la publicidad relativa a los Juegos Olímpicos «evidenciaba un fuerte carácter prescriptivo y utilitario, pedestre inclusive [...]»; a manera de «regaño anticipado» se dejaba en claro que la imagen de México ante los visitantes era responsabilidad de toda la población. Al momento en que Ramírez Vázquez asumió la presidencia del COO, el eslogan de la campaña vigente era «Pórtate bien mexicano, porque va a venir la Olimpiada». Sin embargo, al asumir el cargo cambió el tono de las campañas e hizo uso del humor, pues, según él, podría ser «más efectivo para convencer a las personas de aceptar los mensajes subliminales de la campaña», es decir, que «los mexicanos necesitan cambiar su comportamiento para crear una buena impresión». El COO desarrolló cortos televisivos de dos minutos protagonizados por Cantinflas caracterizado como el Patrullero 777, personaje de la película El gendarme desconocido (1941). En los comerciales, el policía llevaba a la comandancia a una «serie de personajes y situaciones» con los que los visitantes podrían encontrarse durante el evento deportivo.
Sobre la identidad olímpica mexicana, Ramírez Vázquez declaró: «[e]l resto del mundo ha tardado en olvidar una imagen de México, la de una figura cubierta por un sarape y un sombrero sumida en un profundo sueño o en apatía a la sombra de un árbol. La nueva imagen internacional de México está siendo creada este Año Olímpico. Se trata, por supuesto, de una imagen totalmente diferente, pero no se está haciendo el menor esfuerzo por crear una imagen que sea falsa». Para Terrazas, con el proyecto se buscó «dar una imagen de país con rica historia y a la vez moderno, industrial». Con el programa de identidad se trató de desechar las ideas presentes, algunas veces expresadas en «términos neocoloniales», de que México no estaba lo suficientemente industrializado, no era un país maduro, no podría pagar los costos del evento o que la organización sería un «desastre», que se sumaron a las críticas por la altitud y por el retraso en las obras olímpicas.

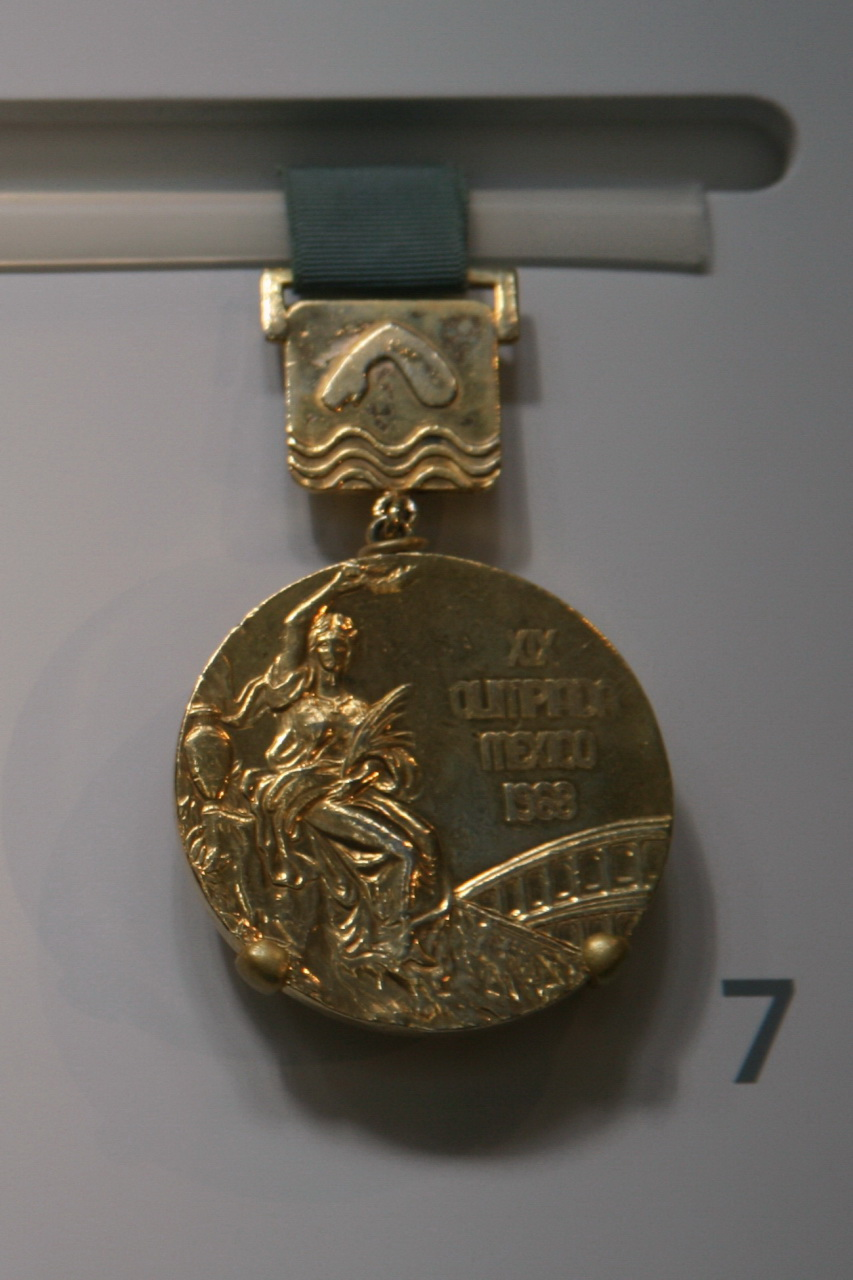
Medalla de oro de México 1968.

En 1968, el Departamento de Diseño Urbano llevó a cabo la decoración del interior y exterior de las sedes. Fuera de los inmuebles se instalaron figuras de fibra de vidrio, inspiradas en las figuras pirotécnicas llamadas Judas, que representaban a los atletas de cada deporte. También se colocaron globos con el emblema México 68 y calcomanías con la imagen de la paloma de la paz. Las plazas de Ciudad Universitaria —para la que fueron necesarios 50 000 metros cuadrados de pintura— y el Estadio Azteca se cubrieron con un diseño derivado de las ondulaciones del logotipo y en las principales avenidas de la ciudad los postes de luz se pintaron hasta una altura de 1.20 metros. Este departamento también creó un mapa y marcó las rutas principales. A las casas y negocios próximos a estas rutas se les entregó pintura para embellecer sus fachadas. También se ocupó del diseño del pebetero del Estadio Olímpico y el podio.
La identidad olímpica contó con una variedad de «muebles urbanos», «unos de carácter permanente y otros efímero». Dentro de los primeros se incluyeron señalizaciones de rutas y eventos, casetas, botes de basura, transporte, buzones postales y fuentes de agua. Las casetas de información, que se colocaron por toda la ciudad, se conformaron por una «serie de marcos metálicos modulares que podían ensamblarse de diferentes formas», lo que facilitaba su transporte. En ellas, diversas personas atendían a los visitantes y residentes con direcciones e información sobre los Juegos. Para los del segundo tipo, Murdoch diseñó un «sistema de señalización sobre cartón» que al plegarse formaba una caja. Con tres a cinco cubos se conformaba una torre que «garantizaban su visibilidad en calles muy transitadas o salas de exhibición». Estas torres, con información e imágenes sobre México y la organización de los Juegos, fueron enviadas a embajadas mexicanas y eventos internacionales.

La configuración de las letras del logotipo dio paso a un alfabeto empleado como «unificante tipográfico» de eventos y sedes.

Se crearon vestidos especiales para las edecanes, hechos con base en el logotipo de los Juegos. Otra pieza clave del diseño fue el color. Se emplearon colores brillantes tanto para el decorado de las sedes y la ciudad en general, como para los pictogramas. El diseño de los Juegos ha sido destacado por su originalidad y funcionalidad, así como su aporte al diseño gráfico. Philip B. Meggs señala que el «sistema gráfico desarrollado por Lance Wyman y sus colaboradores en México, ha sido uno de los más exitosos en el desarrollo de los sistemas de identidad gráfica». En el caso de los pictogramas, a diferencia de los de Tokio 1964, que emplearon a los protagonistas de los deportes, los de México se sirvieron de los accesorios de cada deporte o de una parte del cuerpo de los deportistas. Fueron creados por Wyman, Terrazas, Betrice Colle y un grupo de estudiantes de la Universidad Iberoamericana dirigidos por Villazón, que emplearon una amplia gama de colores, acentuando su simplificación y concentración visual. Para Wyman, la iconografía fue similar a los glifos de las culturas del México prehispánico.
El 23 de diciembre de 1966, el Congreso de la Unión autorizó la acuñación de una moneda de plata conmemorativa con valor de veinticinco pesos. Una cara muestra el Escudo Nacional de México y en el reverso se observa la figura de un jugador de pelota acompañada por los anillos olímpicos. Por otra parte, en México, al igual que en todas las ediciones olímpicas desde Ámsterdam 1928, se empleó la medalla diseñada por el escultor italiano Giuseppe Cassioli, con la única modificación del año y número de la olimpiada. En el frente se muestra a la diosa Niké con una palma y una corona triunfal y al reverso un atleta cargado por un grupo de personas. Tuvo un grosor de seis milímetros, un diámetro de sesenta y un peso de 130 gramos.

### Información
El COO produjo cinco publicaciones especiales: la Carta Olímpica —una publicación quincenal con el fin de informar sobre los progresos en la organización—, el Noticiero Olímpico —que contenía información sobre los avances en los proyectos—, el Boletín Oficial —similar a los anteriores, pero con un formato más grande—, el Programa Cultural de la XIX Olimpiada —en el que se informaba sobre la olimpiada cultural— y, durante los Juegos Olímpicos, el Programa Oficial —con información sobre los eventos deportivos—. Se publicaron más de 275 000 copias de una serie de once boletines especiales llamados México-68, XIX Olimpiada, 3 661 460 copias de cuarenta y cuatro boletines informativos trilingües, 125 000 programas para las ceremonias de apertura y clausura, 65 000 programas generales ordenados por deporte y día, 2 850 000 copias de diecinueve panfletos informativos y 271 000 copias de veinte folletos con las disposiciones oficiales, entre otras publicaciones.
Por su parte, la Oficina de Acreditación de Prensa registró 4377 representantes de diversos medios de comunicación. La villa olímpica, el Hotel María Isabel y la Torre Central de Telecomunicaciones fueron los principales centros de prensa. La villa estuvo equipada con áreas de entrevista y traducción, 153 máquinas de escribir Olivetti con teclados para cincuenta y cinco idiomas, cubículos individuales para periodistas, cuartos oscuros, correo, teléfono, telégrafo y restaurantes. Las instalaciones fueron proporcionadas para la recepción, transmisión y reproducción de los resultados, así como la impresión de boletines y otros comunicados. En total se realizaron 12 356 llamadas de larga distancia y se enviaron 7476 mensajes de télex, 7037 envíos telegráficos y 38 876 telegramas privados. Entre el 12 y el 27 de octubre, se realizaron 4500 ampliaciones fotográficas, 152 000 entregas de correspondencias y se distribuyeron 63 000 boletines informativos y 3400 resúmenes de resultados.

### Transmisión
Mediante consultas entre el Departamento de Control de Instalaciones y la Secretaría de Comunicaciones y Transportes se determinó la posición de cámaras y micrófonos, la forma de enviar las señales y las áreas que se asignarían en la Torre Central de Telecomunicaciones. En las sedes se establecieron 237 posiciones para televisión y 390 para radio y se instalaron 146 cabinas especiales para los cronistas. La transmisión en color de los Juegos Olímpicos llegó a 600 millones de espectadores de todo el mundo. Gracias a la instalación de una estación en Tulancingo de Bravo, Estado de Hidalgo —Tulancingo I—, y al satélite ATS 3, fue posible la retransmisión satelital a Europa por medio de la Estación Terrena Goonhilly y a Estados Unidos.
Este sistema fue empleado por un total de 225 horas y 14 minutos. La cobertura total de televisión en color con canales de audio fue de 938 horas y treinta y nueve minutos. En México, 498 estaciones de radio se encargaron de la cobertura de los eventos. Al interior del país, treinta y nueve ciudades recibieron un total de 218 horas y diecinueve minutos de transmisión televisiva. Para la transmisión del evento se creó un grupo de trabajo conformado por Telesistema Mexicano, la ABC, la NHK y la UER. Esta última pagó un millón de dólares para obtener los derechos de transmisión, mientras que la ABC los obtuvo por 4.5 millones.

## Olimpiada cultural

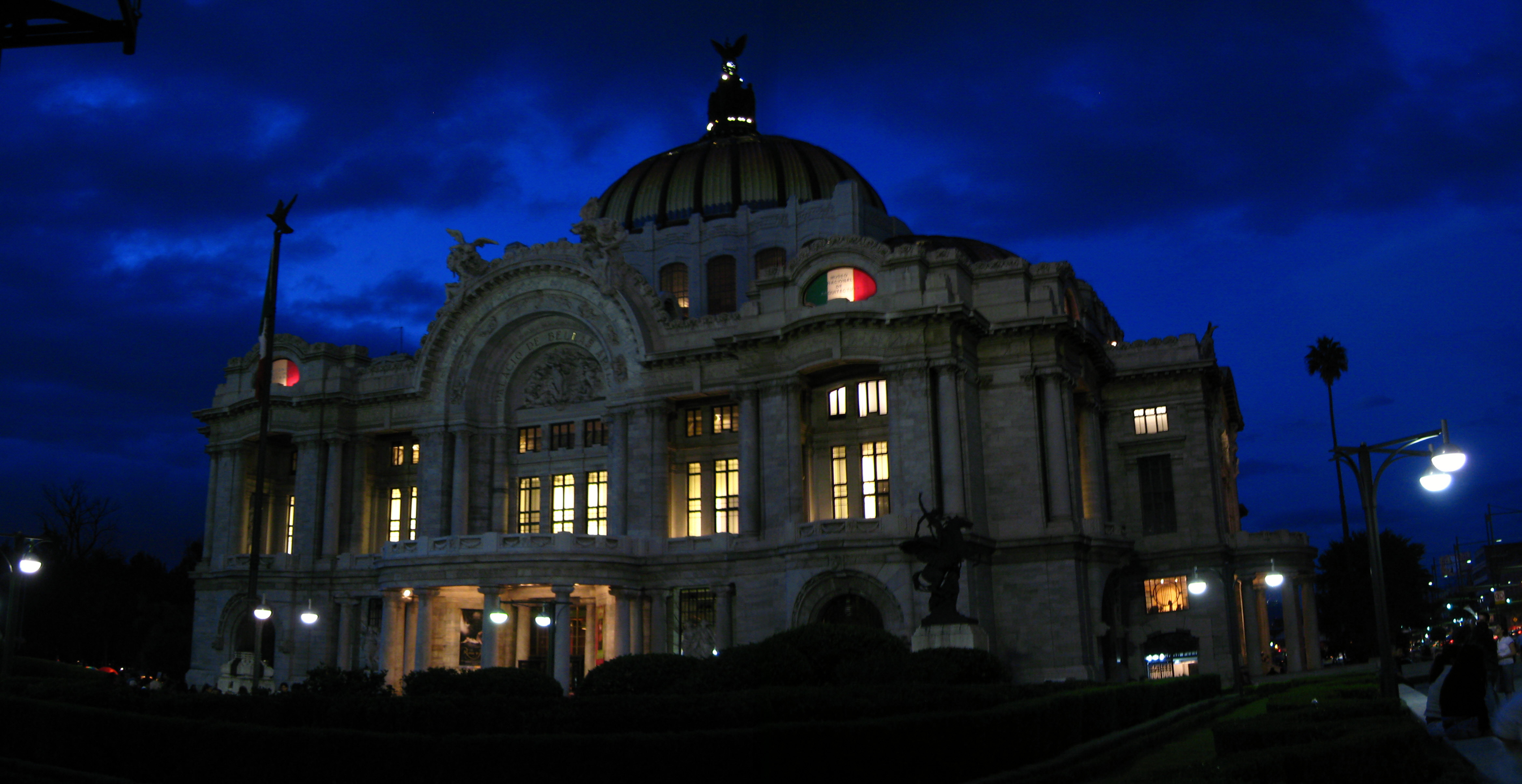
El Palacio de Bellas Artes durante la hora azul de septiembre.

En los Juegos de México se realizó una «olimpiada cultural», un evento alterno a las pruebas deportivas que comprendía actividades artísticas, culturales y científicas. La presentación del folclore nacional y su diversidad cultural fue un «factor determinante en la formación del programa artístico». El Departamento de Actividades Artísticas y Culturales se creó con el fin de organizar el evento cultural. En la 65.ª Sesión del COI, el COO presentó el proyecto del programa y, el 22 de febrero de 1967, se publicó un estudio en el que se decidió que la olimpiada tendría veinte eventos divididos en cinco categorías.
Con los componentes discursivos de la olimpiada cultural se trató de «reorientar la opinión nacional e internacional lejos de cuestionar la practicidad de México como sede», para verlo como el «escenario ideal para una celebración de los valores universales durante un momento de discordia internacional». Uno de los elementos discursivos más importantes fue «la promoción de una asociación directa del país con la paz mundial», reflejado en lemas como «Todo es posible en la paz» y en la amplia utilización de la paloma de la paz.
El 19 de enero de 1968 se inauguró la olimpiada en el Palacio de Bellas Artes. Tuvo una duración de un año y en ella participaron artistas de noventa y siete países. Durante la inauguración se presentó el Ballet de los Cinco Continentes y asistieron el presidente de México, el presidente del COI, el regente del Distrito Federal y el presidente del Comité Organizador. Además se realizaron bailes de Grecia, México y África. El COO se encargó de proporcionar alimentos, alojamiento y transporte a los participantes. Hubo representaciones cinematográficas, siete grupos de teatro, veintisiete grupos de danza y catorce orquestas sinfónicas, entre otras agrupaciones. Los estados concursantes escogieron los eventos en los que participar, no se entregaron medallas y no hubo jueces. Sesenta y nueve países aceptaron participar inmediatamente después de ser invitados y veintiocho más se agregaron luego de ser visitados por Ramírez Vázquez.

### Ruta de la amistad
Con motivo del programa cultural surgió la idea de crear la Ruta de la Amistad, un corredor escultórico ubicado en el Anillo Periférico. Goeritz ideó el proyecto y contó con el apoyo de Ramírez Vázquez. La ruta tiene diecisiete kilómetros de largo y un total de diecinueve esculturas más tres localizadas en el Estadio Azteca, el Estadio Olímpico Universitario y el Palacio de los Deportes. Las figuras, que fueron creadas por artistas de diversos países, tienen una altura de entre siete y veintidós metros y están alejadas una de la otra por aproximadamente kilómetro y medio. La selección de los escultores corrió a cargo de un grupo compuesto por un arquitecto, un crítico y un representante del Instituto Nacional de Bellas Artes. Diez fueron construidas en su tamaño original, seis fueron reducidas y tres aumentadas de tamaño. El Departamento del Distrito Federal y la Secretaría de Obras Públicas ayudaron en su construcción.

## Controversias

### Altitud
La altitud de la Ciudad de México —2240 m s. n. m.— fue motivo de polémica ya desde la candidatura de la ciudad. Según Rodríguez Kuri (1998), antes de 1968, «era un lugar común la afirmación de que los competidores de nivel olímpico sufrirían consecuencias debido a la altura». Estos temores se expresaron en diversos medios internacionales. Por esta razón, David Cecil, miembro del COI, propuso retirar la sede a México.

Hemos sido criticados por otorgar los Juegos a una ciudad que está a una milla y media [2.4 kilómetros] por encima del nivel del mar, pero los Juegos Olímpicos pertenecen al mundo, Norte y Sur, Este y Oeste, caluroso y frío, seco y húmedo, alto y bajo, y México será el primer país de América Latina y el país hispanoparlante en tener el honor de celebrar los Juegos. En cuanto a la altitud, beneficiará a los atletas en algunos eventos y les dificultará otros, pero al final, es lo mismo para todos, y los objetivos del Movimiento Olímpico no son simplemente romper plusmarcas.
Avery Brundage

Sin embargo, las Semanas Deportivas Internacionales que se celebraron entre 1965 y 1967 buscaron acabar con la polémica. En la segunda de esas competiciones se realizaron mediciones fisiológicas en los atletas para estudiar los efectos de la altitud, en un experimento denominado «México 2». Los resultados de los diferentes eventos resolvieron, de una vez por todas, la controversia sobre la altitud. Posteriormente, en el XII Congreso Nacional de Neumología y Cirugía de Tórax se concluyó que, «si un atleta está entrenado debidamente y se le aclimata con la anticipación necesaria, no tendrá ningún problema [...]».

### Participación de Sudáfrica
En diciembre de 1963, con el fin de evitar la suspensión de Sudáfrica, el COI exigió al Comité Olímpico Sudafricano —SANOC, por sus siglas en inglés— cambiar sus políticas deportivas racistas para poder permitir su participación en los Juegos Olímpicos. No obstante, ante la inacción sudafricana, el COI retiró su invitación, aunque mantuvo la opción de reconsiderar su decisión si el SANOC mostraba su oposición a las políticas deportivas del gobierno sudafricano. Dado que esto no sucedió, el 18 de agosto de 1964, el COI prohibió la participación de Sudáfrica en Tokio 1964. Al año siguiente, la Organización para la Unidad Africana creó el Consejo Supremo para el Deporte en África con los objetivos de preparar los Juegos Panafricanos y evitar la participación sudafricana en el deporte. Sin embargo, en la 65.ª Sesión, el SANOC accedió, entre otras cosas, a enviar un equipo conformado por atletas de diferentes grupos raciales.
Tras los compromisos pactados y una visita realizada al país, el COI consideró factible invitar a Sudáfrica a participar en México 1968. Finalmente, en una decisión que acarreó múltiples protestas, se procedió a realizar la invitación formal. El 16 de febrero, los organizadores recibieron la noticia oficial de la readmisión de Sudáfrica. Aunque aceptaron la decisión, afirmaron no apoyar «de ninguna manera [un] cambio en los principios que caracterizan históricamente a nuestro país. México ha sido y seguirá siendo un país sin discriminaciones [...]».
En respuesta, los países africanos, al igual que el Bloque del Este, amenazaron con boicotear los Juegos y en Estados Unidos algunos atletas afroamericanos se negaron a participar. Pese a los esfuerzos de las autoridades y diplomáticos mexicanos, las amenazas de boicot se mantuvieron y empeoraron. A finales de marzo de 1968, la amenaza de boicot abarcaba a los países africanos y árabes, a la India y a «las antiguas colonias británicas del Caribe». Además se consideraba la posibilidad de un boicot por parte de la Unión Soviética. Finalmente, instados por los organizadores mexicanos, los miembros del COI reconsideraron su decisión y con 47 votos en contra revocaron la invitación a Sudáfrica justificándose en la «atmósfera de violencia alrededor del mundo».

### Movimiento estudiantil de 1968

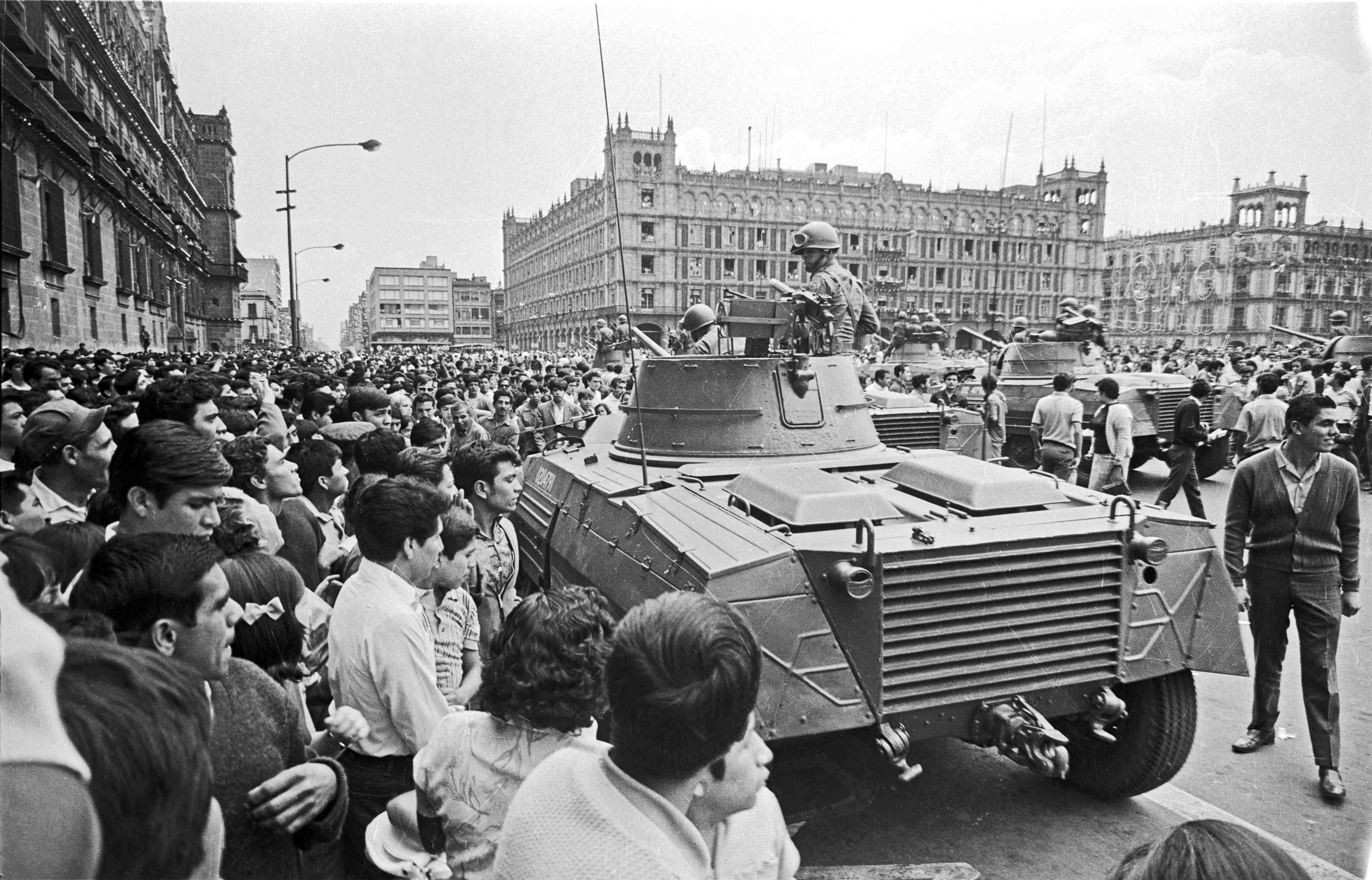
El Ejército Mexicano en la Plaza de la Constitución el 28 de agosto de 1968.

La olimpiada de México «representaba un Milagro mexicano que el movimiento estudiantil quería desenmascarar». Mientras que el movimiento buscaba que mediante el evento se atrajera la atención hacia los abusos del gobierno, este luchaba por evitar que se diera una mala impresión de México al mundo. Con consignas como «¡No queremos Olimpiada, queremos revolución!», los jóvenes «se oponían a la conservación del statu quo, a la simulación de un México democrático y al sistema de gobierno impuesto por el Partido Revolucionario Institucional», eran estudiantes «cansados de que se les impusiera un modelo que consideraban viejo y desvinculado de su realidad».
Los inicios del movimiento estudiantil coincidieron con diversos preparativos para los Juegos. El 28 de julio, se realizó un simulacro de la inauguración. Un día después, en el Teatro Ferrocarrilero, en medio de una presentación de la olimpiada cultural, se solicitó apoyo al sindicato de rieleros, que respondió con el envío de un grupo de choque en previsión de manifestaciones en contra. Luego de protestas multitudinarias llevadas a cabo en agosto e inicios de septiembre, el 18 de septiembre, el Ejército Mexicano ocupó la Ciudad Universitaria y, cinco días después, el Casco de Santo Tomás.
El 2 de octubre, miles de personas acudieron a un mitin convocado en la Plaza de las Tres Culturas. Alrededor de las 18:10, el Ejército y un grupo paramilitar llamado Batallón Olimpia atacaron la manifestación, ocasionando la muerte, según cifras oficiales, de veinte personas —el número real se desconoce, aunque podrían ser centenares—. Por su parte, los principales líderes estudiantiles y 500 personas más fueron detenidas. Al día siguiente, algunos periódicos nacionales calificaron a los manifestantes de «terroristas» y se les acusó de iniciar el enfrentamiento, de buscar «desprestigiar a México» y de tratar de frustrar los Juegos Olímpicos.
La Presidencia de la República afirmó que la intervención «acabó con el foco de agitación que ha provocado el problema» y garantizó «la tranquilidad durante los Juegos Olímpicos». El COI, con sede temporal en el Hotel Camino Real de la Ciudad de México, declaró que el evento se celebraría a pesar de lo sucedido. En este sentido, Brundage indicó que el evento continuaría, ya que la violencia no había sido dirigida hacia los Juegos. Antonio Carrillo Flores, secretario de Relaciones Exteriores, realizó declaraciones similares ante la Asamblea General de las Naciones Unidas y Clark Flores afirmó que «solo una tromba o un terremoto acabaría con los Juegos Olímpicos». El 9 de octubre, el Consejo Nacional de Huelga, órgano directriz del movimiento, concedió una tregua olímpica y se comprometió a no obstaculizar el evento.

### Saludo del Poder Negro
El 16 de octubre, durante la ceremonia de premiación de los 200 metros, los medallistas Tommie Smith (oro) y John Carlos (bronce) realizaron el saludo del poder negro en protesta por la segregación racial en los Estados Unidos. El ganador de la plata, Peter Norman, los apoyó al portar la insignia del Proyecto Olímpico para los Derechos Humanos. Al finalizar la ceremonia, Smith y Carlos fueron abucheados por buena parte del público. El Comité Olímpico Estadounidense se disculpó por la «atípica exhibición» de sus deportistas que «viola la normas básicas de caballerosidad y deportivismo que tan alto aprecio tienen en los Estados Unidos». Dos días después, fueron suspendidos del equipo olímpico y se les solicitó retirarse de la villa olímpica. Por su parte, el COI condenó la protesta y un portavoz la calificó de «deliberada y violenta infracción de los principios fundamentales del espíritu olímpico». Según Ramírez Vázquez, el embajador estadounidense le solicitó la expulsión del país de los dos atletas. No obstante, el gobierno mexicano se negó e intercambió sus visas especiales por otras de turistas.
Brewster y Brewster (2009) indican que la respuesta de los mexicanos fue limitada y la prensa se mostró solidaria con la posición de los atletas. En contraste, en Estados Unidos, fueron criticados e incluso amenazados de muerte. Un año después, en agosto de 1969, Brundage recriminó a Ramírez Vázquez por los «rumores» sobre la inclusión de la escena en la película oficial de los Juegos. Como respuesta, el presidente del COO hizo «la vaga promesa de que las escenas incómodas serían retiradas del film». No obstante, eso nunca sucedió.

## Recorrido de la antorcha olímpica

### Antorcha

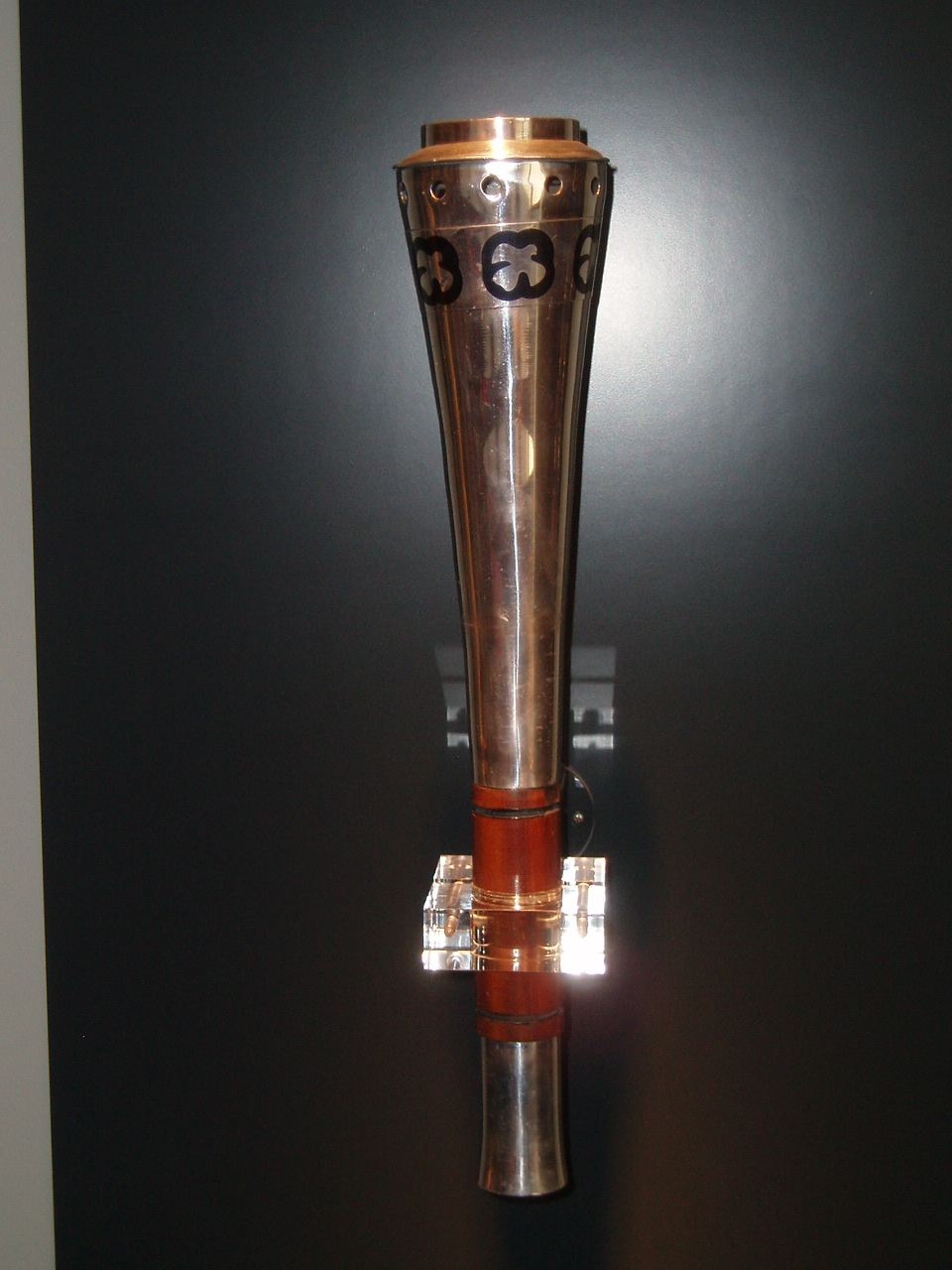
Antorcha Tipo 3, una de las cuatro empleadas en el recorrido.

Ramírez Vázquez, Terrazas, Wyman, Villazón y Murdoch se encargaron de diseñar cuatro tipos de antorchas para el recorrido de la llama olímpica. Compuestas de acero, metal, madera y cuero, todas presentaron el nombre de México, dos en la base y dos en el ápice. Dos de ellas también incluyeron la paloma de la paz. El combustible empleado, que consistió en una mezcla sólida de nitratos, sulfuros, carbonatos de metales alcalinos, resinas y siliconas, logró producir una llama brillante color rojo y amarillo. No obstante, la volatilidad de los materiales ocasionó explosiones menores en Barcelona y Medinaceli. A diferencia de ediciones anteriores, en las que los organizadores debían proveer todos los relevistas, esta fue la primera vez que se permitió a las naciones ubicadas a lo largo de la ruta seleccionar a sus propios representantes. Un total de 2778 personas portaron la antorcha a lo largo de los 13 620 kilómetros que conformaron el recorrido.

### Recorrido
El trayecto buscó emular la ruta que Cristóbal Colón siguió durante su primer viaje. Asimismo, simbolizó la «unión de las culturas clásicas del Mediterráneo con las de América». El COO contó con la colaboración de los gobiernos de Grecia, Italia y España para el recorrido, que se inició el 23 de agosto de 1968, cuando la actriz griega María Mosxoliou colocó una pequeña cantidad de resina en un recipiente reflejante cóncavo de metal. A las 10:30 de la mañana, los fuertes rayos solares encendieron la resina. El primer relevista fue el atleta griego Haris Aivaliotis. Al día siguiente, tras su llegada a Atenas, se realizó una ceremonia especial en el Estadio Panathinaikó y posteriormente se trasladó al puerto de El Pireo, donde abordó el destructor H.H. Navarino.
El 27 de agosto, arribó a Génova, en donde se realizó un tributo frente al hogar de Colón. El día siguiente, comenzó su viaje hacia Barcelona a bordo del Palinuro, buque escuela de la Marina Militare. En España pasó por diversas provincias en su camino hacia Palos de la Frontera. Cristóbal Colón de Carvajal y Gorosábel, descendiente directo de Colón, fue el último relevista de la ruta española. Su travesía por el Océano Atlántico comenzó el 12 de septiembre en la corbeta Princesa, proporcionada por el gobierno español. Dos días después, realizó una escala en Las Palmas de Gran Canaria y, quince días más tarde, arribó a San Salvador, sitio del primer desembarco de Colón. En ese lugar se conmemoró el vínculo simbólico de dos eventos: el primer desembarco en América y la primera llegada de la llama olímpica al Nuevo Mundo.
Luego de abordar el destructor mexicano Durango, por la tarde del 6 de octubre, llegó al puerto de Veracruz. Diecisiete nadadores llevaron la antorcha a tierra en relevos de aproximadamente 850 metros. En el Estadio Municipal se llevó a cabo un programa de danzas folclóricas y música. En su camino a la Ciudad de Puebla pasó por diversas ciudades, como Xalapa y Orizaba. En ese trayecto el viento apagó la llama en cuatro ocasiones. Sin embargo, en todas se volvió a encender gracias a las cuatro lámparas de seguridad que se encendieron el primer día del relevo.
En la mañana del 10 de octubre, la antorcha fue trasladada a Tlaxcala. 2500 artesanos de Huamantla crearon una alfombra de flores y arena blanca de más de tres kilómetros de longitud. Por la tarde del siguiente día, en Teotihuacán, se celebró un acto que imitó la Ceremonia del Fuego Nuevo en la explanada de la Pirámide de la Luna, para simbolizar la fusión de las «mitologías del Viejo y del Nuevo Mundo». Finalmente, a las 10:00 horas del 12 de octubre, llegó al Monumento a la Raza de la Ciudad de México, en donde se encendió una segunda antorcha que fue transportada a Acapulco. La otra antorcha, tras detenerse en el Museo Nacional de Antropología, arribó al Estadio Olímpico Universitario y con ella se encendió el pebetero durante la ceremonia de apertura de los Juegos. Las lámparas de seguridad se emplearon en treinta ocasiones y la última de ellas se apagó por la noche del 15 de octubre.

Recorrido de la antorcha olímpica.

## Deportes
El evento deportivo abarcó 172 eventos de veinte deportes —dieciocho del programa olímpico y dos de demostración—. Los deportes de demostración fueron el tenis y la pelota vasca. El tenis regresó al programa olímpico por primera vez desde los Juegos Olímpicos de París 1924 y no volvería al mismo hasta los Juegos Olímpicos de Los Ángeles 1984. Por otra parte, como deporte de demostración, en esta edición la pelota vasca hizo su segunda y penúltima aparición en los Juegos Olímpicos.

### Deportes oficiales
- Atletismo (36)
- Baloncesto (1)
- Boxeo (11)
- Ciclismo
  -  Ciclismo en pista (5)
  -  Ciclismo en ruta (2)
- Ecuestre
  -  Concurso completo (2)
  -  Doma clásica (2)
  -  Salto ecuestre (2)
- Esgrima (8)
- Fútbol (1)
- Gimnasia artística (14)
- Halterofilia (7)
- Hockey sobre césped (1)
- Lucha
  -  Lucha grecorromana (8)
  -  Lucha libre (8)
- Natación (29)
- Pentatlón moderno (2)
- Piragüismo en esprint (7)
- Remo (7)
- Saltos (4)
- Tiro (7)
- Vela (5)
- Voleibol (2)
- Waterpolo (1)

### Deportes de exhibición
- Pelota vasca (10)
- Tenis (4)

## Desarrollo

### Calendario
| A | Apertura |  | Clasificatorias | # | Eventos finales | C | Clausura |

### Ceremonia de apertura

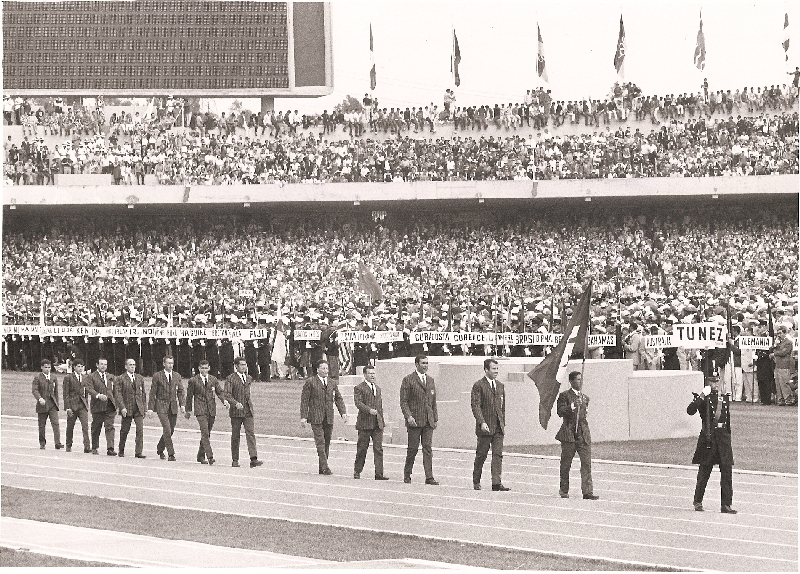
La ceremonia de apertura, realizada en el Estadio Olímpico Universitario, tuvo una asistencia de cien mil espectadores.

El 12 de octubre, se realizó la ceremonia de apertura en el Estadio Olímpico Universitario, que inició con una salva de 21 cañonazos a manera de saludo para Díaz Ordaz, Ramírez Vázquez y Brundage. Luego de que sonara el Himno Nacional Mexicano, se liberó un globo con forma de los anillos olímpicos. Enseguida, los contingentes de las naciones participantes desfilaron frente a los concurrentes y se posicionaron al centro del estadio. Un cadete del Heroico Colegio Militar precedía a los atletas, portando el nombre del país. El desfile inició con Grecia y finalizó con México.
Posteriormente, Ramírez Vázquez y Brundage realizaron los discursos de bienvenida y Díaz Ordaz inauguró los Juegos: «Declaro inaugurados los Juegos Olímpicos de México, que conmemoran la decimonovena olimpiada de la era moderna». Un grupo de cadetes de la Heroica Escuela Naval Militar escoltó e izó una bandera olímpica.
Mientras sonaba la canción tradicional japonesa Sakura, seis jóvenes japonesas y miembros del Colegio del Aire ingresaron al estadio portando la bandera olímpica oficial y que, posteriormente pasó a manos del alcalde de Tokio, quien la entregó a su símil de la Ciudad de México. La bandera abandonó el estadio portada por seis jóvenes mexicanas, también acompañadas por cadetes, y con La Sandunga como música de fondo. Poco después arribó al estadio la antorcha olímpica y con ella Enriqueta Basilio encendió el pebetero olímpico. Esta fue la primera ocasión en que una mujer lo hacía. Hubo que esperar 32 años, a los Juegos Olímpicos de Sidney en 2000, para que la atleta aborigen Cathy Freeman hiciera este mismo gesto. Finalmente, Pablo Garrido dio el Juramento Olímpico, tras lo cual se liberaron diez mil palomas. La ceremonia concluyó con otra interpretación del Himno Nacional Mexicano.

### Eventos

#### Atletismo

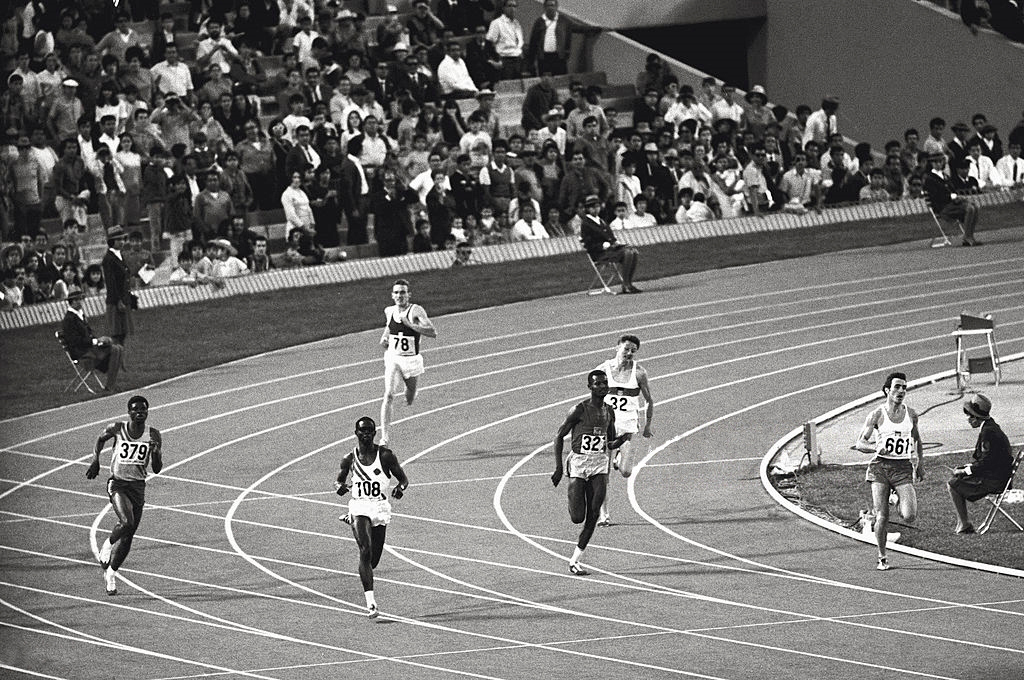
Curva final de la semifinal de los 400 metros, 17 de octubre.

Los treinta y seis eventos que conformaron el programa de atletismo se llevaron a cabo entre el 13 y el 20 de octubre en el Estadio Olímpico Universitario. En total, se rompieron veintiséis plusmarcas olímpicas y quince mundiales. Bob Beamon, en la final de salto de longitud, obtuvo la plusmarca mundial con 8.90 metros, 0.71 más que el segundo lugar, el alemán Klaus Beer. En el salto de altura, la innovadora técnica de Dick Fosbury —llamada «Fosbury Flop»— le permitió alcanzar la plusmarca olímpica con 2.24 metros.

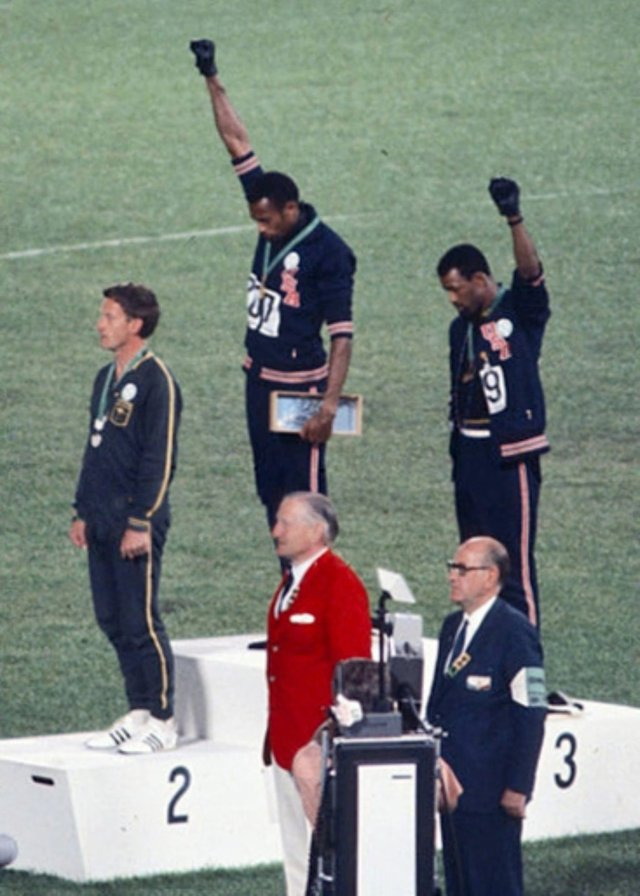
Smith y Carlos hacen el saludo del Poder Negro en la ceremonia de premiación de los 200 metros, 16 de octubre.

Con 9.95 segundos, el estadounidense Jim Hines logró la medalla de oro, estableció una nueva plusmarca mundial y se convirtió en la primera persona en romper la barrera de los 10 segundos en los 100 metros de los Juegos Olímpicos. En el mismo evento, su compatriota, Wyomia Tyus rompió la marca mundial con 11.08 segundos y ganó el primer lugar. Por otra parte, los deportistas africanos comenzaron a destacarse en diversas competiciones atléticas. Amos Biwott obtuvo el oro en los 3000 metros con obstáculos y Naftali Temu ganó el primer oro olímpico para Kenia al vencer en la final de los 10 000 metros al etíope Mamo Wolde y al tunecino Mohammed Gammoudi. No obstante, en los 5000 metros, Gammoudi superó a Temu y al también keniano Kip Keino, quien ganó con plusmarca olímpica la final de los 1500 metros.
Con una diferencia de casi un segundo, el británico David Hemery venció en los 400 metros vallas y estableció una nueva plusmarca mundial. El estadounidense Tommie Smith hizo lo propio al obtener la medalla de oro en los 200 metros con una marca mundial de 19:83 segundos. En la ceremonia de premiación, él y su compatriota John Carlos, medalla de bronce, realizaron el saludo del poder negro. Por su parte, José Pedraza Zúñiga ganó la única medalla del certamen atlético para el país sede al llegar en segundo lugar en la final de la marcha de 20 kilómetros. La final de los 400 metros fue la única con tres ganadores del mismo país: los estadounidenses Lee Evans —43.8 segundos y plusmarca mundial—, Larry James y Ron Freeman. Ellos tres ganaron, junto a Vincent Matthews, el relevo 4 × 400 metros. En lanzamiento de disco, ambas competiciones —femenina y masculina— finalizaron con plusmarca olímpica. En ello se produjo el primer tetracampeonato del atletismo olímpico en la era moderna, por conducto de Al Oerter.

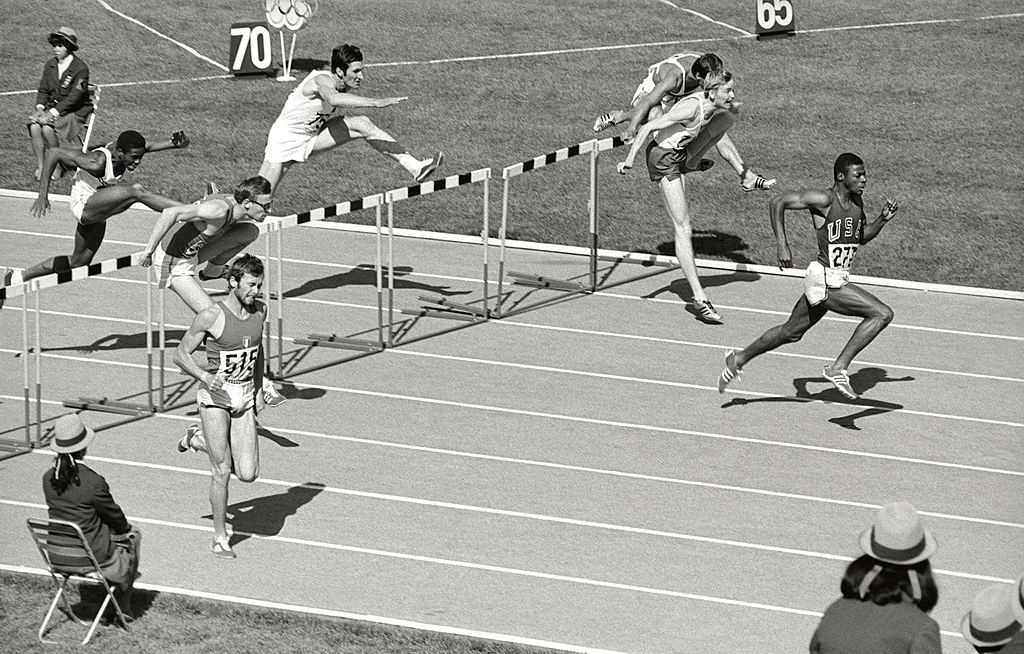
Semifinal de los 110 metros vallas, 17 de octubre.

En el caso del triple salto, la plusmarca mundial, establecida ocho años atrás, fue superada por cinco atletas. La maratón inició en la Plaza de la Constitución y finalizó en el Estadio Olímpico. Dieciocho de los setenta y cinco atletas no lograron completar el recorrido de 42 kilómetros. Wolde ganó la medalla de oro con un tiempo de dos horas, veinte minutos y veintiséis segundos, seguido del japonés Kenji Kimihara y del neozelandés Mike Ryan. Una hora y cinco minutos después de la llegada de Wolde, en el lugar 57, llegó el atleta tanzano John Stephen Akhwari, el último competidor restante. Tras rezagarse a causa de calambres, sufrió múltiples heridas al caer al suelo. Regresó a la carrera luego de recibir atención médica. En los últimos metros, cojeando y con los vendajes sueltos y sangrando, fue vitoreado por los pocos espectadores que aún permanecían en el estadio. «Mi país no me envió 5000 millas para iniciar la carrera, me envió 5000 millas para finalizar la carrera», declaró poco después.

#### Baloncesto
En el Palacio de los Deportes se celebró, entre el 13 y el 25 de octubre, el séptimo torneo olímpico de baloncesto en su única categoría masculina. Por vez primera, los estadounidenses, ganadores del torneo desde su introducción al programa olímpico en Berlín 1936, no eran los favoritos para el oro. Otros dos equipos también se consideraban fuertes competidores: la Unión Soviética, campeón del Europeo de 1965 y del Mundial de 1967, y Yugoslavia, plata en 1965 y 1967. Además, Estados Unidos, campeón de los Panamericanos de 1967, pero cuarto lugar en los mundiales de 1963 y 1967, carecía de dos de sus mejores jugadores, Lew Alcindor y Elvin Hayes. De tal forma que el equipo estuvo encabezado por Spencer Haywood y Jo Jo White.
A lo largo de siete partidos, Estados Unidos y la URSS se clasificaron a semifinales invictos. Tras ellos, con seis victorias y una derrota, Brasil y Yugoslavia. No obstante, en las semifinales, los yugoslavos sorprendieron al derrotar 63-62 a los soviéticos. Mientras que los brasileños cayeron ante los estadounidenses 75-63. En la final, en un partido que finalizó 65-50, los estadounidenses obtuvieron su séptimo título olímpico y los yugoslavos su primera plata olímpica en un torneo de baloncesto. Por su parte, en la lucha por el tercer lugar, los soviéticos ganaron su primer bronce luego de cuatro platas olímpicas seguidas.

#### Boxeo
La Arena México celebró los 301 combates que conformaron los once eventos —todos masculinos— del torneo de boxeo entre el 13 y el 26 de octubre. Únicamente participantes de veintiún países se clasificaron a las semifinales. Para cada pelea se seleccionaron cinco jueces de un total de treinta y nueve. La URSS y Polonia mantuvieron el dominio logrado cuatro años atrás al ganar tres oros, dos platas y un bronce y un oro, dos platas y dos bronces, respectivamente. Estos Juegos fueron los primeros con la categoría de peso minimosca, con un máximo de cuarenta y ocho kilogramos. En ella, Francisco Rodríguez ganó la primera medalla de oro olímpica para Venezuela al vencer por decisión (3-2) al surcoreano Ji Yong-Ju. Por su parte, dos mexicanos ganaron una medalla de oro, Ricardo Delgado en el peso mosca y Antonio Roldán en el peso pluma.
El título ligero fue, por decisión unánime, para el estadounidense Ronald Harris, mientras que el polaco Jozef Grudzien, oro en Tokio 1964, se tuvo que conformar con la plata. En contraste, en la siguiente categoría, el peso superligero, el polaco Jerry Kulej logró defender exitosamente su título al vencer por decisión (3-2) al cubano Enrique Regueiferos. Asimismo, el alemán Manfred Wolke —peso wélter— de Alemania Oriental y Chris Finnegan —peso mediano— de Reino Unido ganaron las únicas medallas del torneo, ambas de oro, para su país. Y en el mediopesado, el estadounidense George Foreman obtuvo el título en una final de dos rondas y con nocaut técnico frente al soviético Jonas Čepulis.

#### Ciclismo

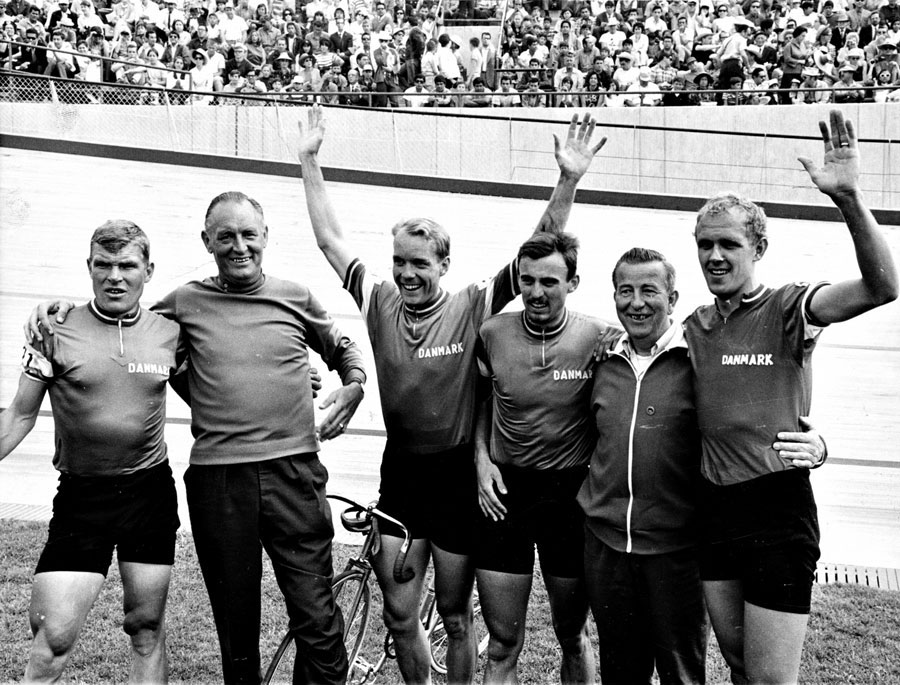
El equipo danés, ganador de la persecución por equipos, en el Velódromo Olímpico Agustín Melgar.

En la competición de ciclismo se disputaron un total de siete finales, todas masculinas, entre el 15 y el 21 de octubre. El programa constó de cinco eventos en pista, realizados en el Velódromo Olímpico Agustín Melgar, y dos en ruta, que se llevaron a cabo en un recorrido de 24.5 kilómetros en Ciudad Satélite. Con cuatro oros y un bronce, el equipo francés fue el más exitoso del torneo. En la prueba en ruta por equipos, Países Bajos, liderado por Joop Zoetemelk, defendió exitosamente el título olímpico, al vencer con dos horas y siete minutos a Suecia e Italia. En contraste, en el evento individual, fue un italiano, Pierfranco Vianelli, quien logró imponerse y, con un tiempo de 4:41:25.24, vencer al danés Leif Mortensen y al sueco Gösta Pettersson.
Por su parte, Francia dominó en cuatro de los cinco eventos celebrados en el Velódromo, mientras que el oro restante fue para Dinamarca, cuyo equipo venció a Alemania Occidental e Italia en la persecución por equipos La prueba de velocidad individual finalizó con victoria de Daniel Morelon y bronce para su compatriota Pierre Trentin, vencedor, con plusmarca mundial, del kilómetro contrarreloj. Ambos ciclistas también se llevaron la victoria en el tándem, superando a los neerlandeses Jan Jansen y Leijn Loevesijn y a los belgas Daniel Goens y Robert Van Lancker.
Finalmente, en la persecución individual, fueron las clasificatorias las que se destacaron, puesto que, en ellas, los primeros nueve ciclistas rompieron la plusmarca mundial establecida cuatro años atrás y veintiuno mejoraron la olímpica. El suizo Xaver Kurmann lideró las eliminatorias con una plusmarca mundial de 4:40.41. No obstante, en los cuartos de final, el francés Daniel Rébillard rompió la marca al finalizar con 4:39.87. Poco después, el danés Mogens Frey Jensen la mejoró con treinta y tres centésimas de segundo menos. En la final, Rébillard se impuso sin nuevas marcas.

#### Ecuestre
Para las pruebas ecuestres se emplearon las instalaciones del Club de Golf Avándaro y el Campo Marte. Los seis eventos que conformaron el programa tuvieron diferentes ganadores. Sin embargo, Reino Unido fue el equipo más exitoso con un oro, dos platas y un bronce. En el gran premio de doma individual, el programa estuvo integrado por treinta y tres movimientos, mediante un puntaje total obtenido en dos rondas se determinó a los ganadores: el soviético Ivan Kizimov y su caballo Ijor, que vencieron por veintiséis puntos al alemán Josef Neckermann y su caballo Mariano. Ambos volvieron a enfrentarse en el evento por equipos, sin embargo, en esta ocasión Alemania Occidental superó a la URSS y logró defender el título que Alemania había obtenido cuatro años atrás.
En esta ocasión, el gran premio de saltos individual y por equipos fueron eventos separados. En el primero, el estadounidense Bill Steinkraus y su caballo Snowbound vencieron al británico Marion Coakes y Stroller y, tras un desempate para el tercer lugar, al también británico David Broome y Mr. Softee. Y en el segundo, Canadá obtuvo su primer oro en eventos ecuestres. Asimismo, en la competencia individual de tres días, en cuya prueba de resistencia dos caballos perdieron la vida —Ballerina de la URSS y Loughlin de Irlanda—, el francés Jean-Jacques Guyon y Pitou ganaron el oro. Por su parte, en la prueba por equipos, Reino Unido se impuso a los equipos de Estados Unidos y Australia.

#### Esgrima
Las competiciones de esgrima, un total de ocho eventos, dos femeninos y seis masculinos, se realizaron entre el 15 y el 25 de octubre en la Sala de Armas Fernando Montes de Oca. Hungría y la Unión Soviética fueron los países más condecorados, ambos con siete medallas. En el florete por equipos, los franceses, medalla de bronce en Tokio 1964, se hicieron con el oro, seguidos de los soviéticos y polacos. En la espada individual, el húngaro Gyözö Kulcsar venció al soviético Grigory Kriss; ambos ganaron nuevamente medalla de oro y plata, respectivamente, con sus equipos. En el sable individual, Jerzy Pawłowski venció al soviético Mark Rakita en la final. Esta fue la primera ocasión en cuarenta y ocho años que el título no era para un húngaro. Por otra parte, en ambos eventos femeninos, la Unión Soviética dominó. Yelena Novikova-Belova, en el florete individual, venció por el oro a María del Pilar Roldán, que ganó la única medalla para México en el programa de esgrima.

#### Fútbol
En el torneo de fútbol participaron un total de dieciséis equipos, divididos en cuatro grupos. Se disputaron treinta y dos partidos en cuatro sedes: el Estadio Azteca de la Ciudad de México, el Estadio Cuauhtémoc de Puebla de Zaragoza, el Estadio León en León y el Estadio Jalisco en Guadalajara. En esta ocasión, debido a las nuevas regulaciones implementadas, se impidió la participación de todos los jugadores profesionales y de los que hubieran participado en alguna Copa Mundial. En el sorteo, Marruecos optó por retirarse al negarse a jugar contra Israel, por lo que Ghana entró en su lugar. Tras las eliminatorias, ocho equipos alcanzaron los cuartos de final —Hungría, Bulgaria, Francia, España, Israel, Japón, Guatemala y México—. Guatemala, que perdió por lesión a tres de sus mejores jugadores, fue incapaz de anotar en su partido contra Hungría. El gol de Lajos Szűcs dio a los húngaros su pase a las semifinales.
Por su parte, Japón eliminó a Francia, México a España, y Bulgaria pasó a las semifinales luego de enfrentarse a Israel en un partido que finalizó en empate de un gol por lado. En las semifinales, los búlgaros vencieron a los mexicanos (3–2) y los húngaros a los japoneses (5–0). En la lucha por el bronce, los 105 000 asistentes en el Estadio Azteca observaron como la selección japonesa venció a los mexicanos gracias a dos goles anotados por Kunishige Kamamoto. En la misma sede, Hungría venció a Bulgaria cuatro goles contra uno en una polémica final —en total, cuatro jugadores fueron expulsados: tres búlgaros (uno de ellos por golpear con el balón al árbitro, Diego de Leo) y un húngaro—.

#### Gimnasia artística

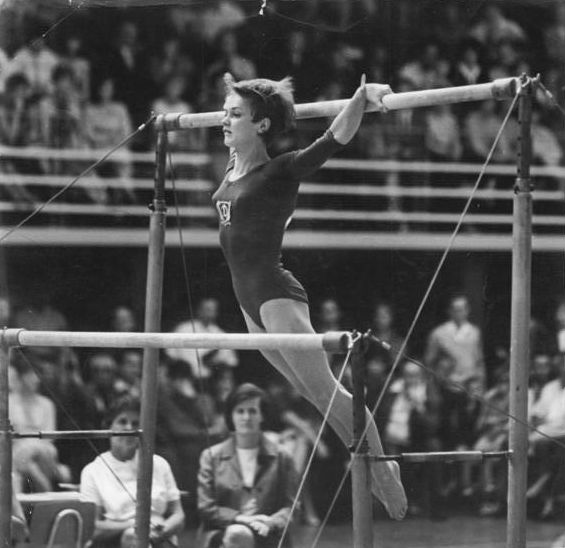
La alemana Karin Janz durante su ejercicio de barras asimétricas.

El Auditorio Nacional fue sede de las catorce finales —ocho masculinas y seis femeninas— del programa de gimnasia artística. En los eventos masculinos, Japón dominó en seis de las ocho competencias, mientras que, en los femeninos, la Unión Soviética y Checoslovaquia se repartieron los seis oros. La checa Věra Čáslavská fue la deportista más condecorada de los Juegos con seis medallas —cuatro oros y dos platas—.
Sawao Katō, de Japón, venció en el concurso completo individual y, junto con su equipo, ganó el tercer título olímpico consecutivo para su país. Por otra parte, Katō compartió podio en la final de suelo con otros dos japoneses: su hermano Takeshi Katō y Akinori Nakayama. Este último ganó el oro en las anillas y las barras paralelas, sin embargo, empató en el primer lugar de la barra horizontal con el soviético Mijaíl Voronin. En el salto, Voronin alcanzó el primer lugar, solo 0.05 puntos por encima del segundo lugar, el japonés Yukio Endō. La única final sin ganador soviético o japonés fue la del caballo con arcos, donde el yugoslavo Miroslav Cerar defendió exitosamente su título olímpico.
Por su parte, Věra Čáslavská se convirtió en la primera mujer en mantener el título olímpico del concurso completo individual. Asimismo, en la competición por equipos, la URSS obtuvo su quinto título olímpico consecutivo al vencer a Checoslovaquia y Alemania Oriental. En dos finales, el cambio controversial de puntajes favoreció a competidoras soviéticas y afectó a Čáslavská: en la barra de equilibrio, perdió el oro ante la soviética Natalia Kuchinskaya y, en la final de suelo, tuvo que compartir el primer lugar con la también soviética Larisa Petrik. En ambas ceremonias de premiación, a modo de protesta, la checa agachó la cabeza cuando sonaba el himno nacional de la Unión Soviética. No obstante, en las finales de salto y barras asimétricas, Čáslavská alcanzó el primer lugar.

#### Halterofilia
El torneo de halterofilia de estos Juegos, celebrado en el Teatro de los Insurgentes, contó con las mismas siete categorías establecidas desde Helsinki 1952. En los eventos, todos masculinos, se rompieron dieciocho plusmarcas olímpicas y cuatro mundiales. Además, los levantadores de peso soviéticos sumaron la mayor cantidad de medallas: tres de oro y tres de plata. En la primera categoría, los 56 kilogramos, el iraní Mohammad Nassiri rompió la plusmarca mundial en los dos tiempos, mientras que en el press, el húngaro Imre Földi superó la olímpica. En la final, ambos empataron con un total levantado de 367.5 kilogramos. No obstante, el desempate por peso corporal dio el oro al iraní. Poco después, dos deportistas defendieron su título olímpico: en los 60 kilogramos, el japonés Yoshinobu Miyake al ganar el oro con un total de 392.5 kilogramos, y el polaco Waldemar Baszanowski, rompiendo dos de las marcas que él mismo estableció, en la categoría de 67.5 kilogramos, con una nueva plusmarca olímpica de 437.5 kilos.
En la categoría de los 75 kilogramos, el soviético Viktor Kurentsov obtuvo el oro al levantar 475 kilogramos —plusmarca olímpica—, una diferencia de veinte kilos con el segundo lugar, el japonés Masashi Ohuchi. Este fue el margen de victoria más grande en esa categoría desde que, en Berlín 1936, el egipcio Khadr El-Touni ganó por 35 kilogramos de diferencia. El siguiente evento contó dos ganadores soviéticos, Boris Selitsky y Vladimir Belyaev, oro y plata, respectivamente. Pese a que ambos levantaron un total de 485 kilogramos, el desempate por peso dio la victoria a Selitsky. Y en las últimas dos categorías, 90 y más de 90 kilogramos, los ganadores obtuvieron el oro con plusmarca olímpica: el finés Kaarlo Kangasniemi, única medalla del torneo para Finlandia, con 517.5 kilogramos, y el soviético Leonid Zhabotinsky, con 572.5 kilos y que además defendía su título olímpico.

#### Hockey sobre césped
Del 13 al 26 de octubre, el Estadio Municipal de Hockey de la Ciudad Deportiva de La Magdalena Mixiuhca albergó los partidos del torneo de hockey sobre césped, en el que participaron dieciséis equipos divididos en dos grupos. En las rondas preliminares, India —seis victorias y una derrota— y Pakistán —siete victorias— se colocaron a la cabeza de sus respectivos grupos. Tras los partidos clasificatorios, India, Pakistán, Australia y Alemania Occidental pasaron a las semifinales. En ellas, Australia derrotó 2-1 a la India y Pakistán 1-0 a Alemania. Esta fue la primera ocasión, desde 1928, en que la India no estaba en la final. El partido por el quinto lugar, donde Países Bajos derrotó a España, se convirtió en el más largo en la historia del hockey olímpico con una duración de 144 minutos. Tras diez prórrogas, el neerlandés Kik Thole anotó el único gol del partido y dio la victoria a su país. En la lucha por el bronce, India venció a Alemania Occidental por 2-1 y en la final, Pakistán obtuvo su segundo oro olímpico no consecutivo tras derrotar 2-1 a Australia.

#### Lucha
El programa de lucha de los Juegos de México se conformó por un total de dieciséis eventos —ocho de lucha libre y ocho de lucha grecorromana—, todos masculinos, celebrados en la Pista de Hielo Insurgentes. En ambos programas se incluyeron las mismas ocho categorías —52, 57, 63, 70, 78, 87, 97 y más de 97 kilogramos—, que se basaron en el «sistema de puntaje negativo», cuyos puntos negativos eran resultado de las caídas. Japón fue el contingente más exitoso con cuatro oros de un total de cinco medallas ganadas, mientras que la Unión Soviética fue el equipo que más medallas obtuvo con nueve medallas —tres oros, cinco platas y un bronce—. En la lucha libre, Japón dominó en las primeras tres categorías —52, 57 y 63—, la Unión Soviética —87 y más de 97— y Turquía en dos de ellas —78 y 97—. En la categoría de más de 97 kilos, el soviético Aleksandr Medved defendió exitosamente su oro olímpico ante el búlgaro Osman Duraliev. En contraste, en los 70 kilogramos, el campeón defensor, el búlgaro Enyu Valchev, perdió por decisión el título ante el iraní Abdollah Movahed.
Asimismo, tres países ganaron dos categorías de la lucha grecorromana: Alemania Oriental —78 y 87—, Hungría —57 y más de 97— y Bulgaria —52 y 97—. Con la plata en los 78 kilogramos, el francés Daniel Robin se convirtió en el único deportista en ganar medalla en los dos torneos. Por su parte, el húngaro István Kozma defendió exitosamente su título olímpico en los más de 97 kilogramos frente al soviético Anatoly Roshchin, también medalla de plata en Tokio 1964. Las dos finales restantes, los 63 y los 70 kilos, fueron para el soviético Roman Rurua y el japonés Muneji Munemura, respectivamente.

#### Natación

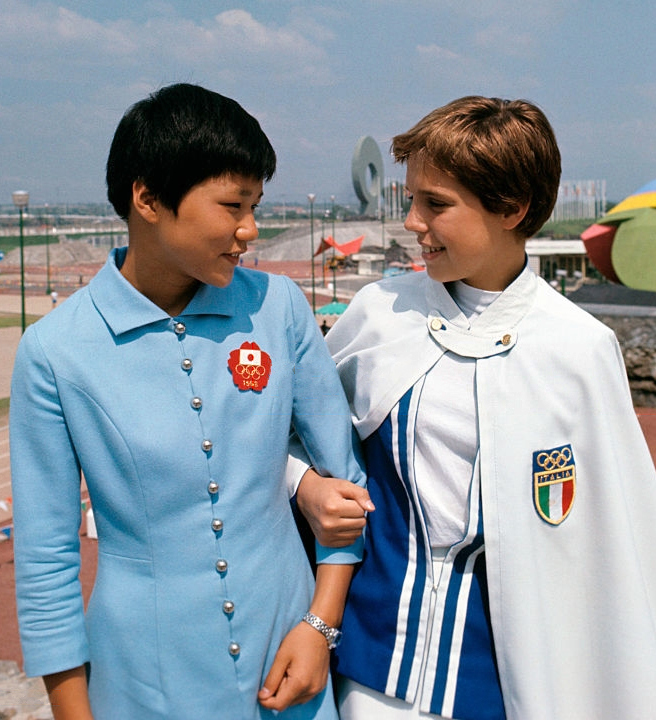
Las nadadoras Yukari Takemoto y Novella Calligaris en la Villa Olímpica.

El programa de natación estuvo compuesto por veintinueve eventos celebrados entre el 17 y el 26 de octubre en la Alberca Olímpica Francisco Márquez, once más que en los Juegos Olímpicos anteriores. En total se rompieron veintitrés plusmarcas olímpicas y cinco mundiales.
En los 100 metros estilo libre, el australiano Michael Wenden obtuvo el primer lugar con una plusmarca mundial de 52.2 segundos. Igualmente, la estadounidense Debbie Meyer rompió las plusmarcas olímpicas en los 200, 400 y 800 metros estilo libre. Su compatriota Mike Burton hizo lo propio en los 400 y 1500 metros. Los eventos del estilo espalda finalizaron también con nuevas marcas olímpicas. En el estilo pecho, dos nadadores ganaron las únicas medallas de oro en el torneo para sus países: el mexicano Felipe Muñoz Kapamas en los 200 metros y la yugoslava Đurđica Bjedov con una plusmarca olímpica de 1:15.8 en los 100 metros.

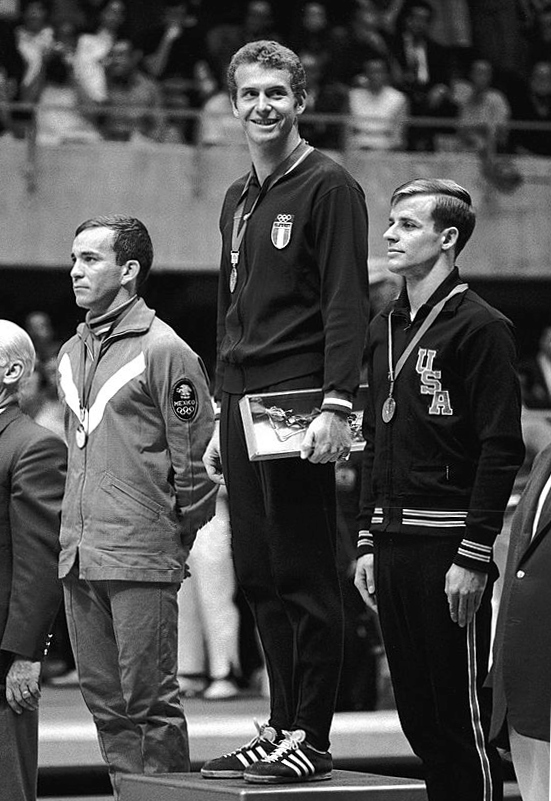
Álvaro Gaxiola, Klaus Dibiasi y Edwin Young en el podio de la plataforma de diez metros.

Por su parte, la neerlandesa Ada Kok ganó con plusmarca olímpica, en los 100 metros estilo mariposa, la única medalla de natación para los Países Bajos. En los 200 y 400 metros de cuatro estilos, la estadounidense Claudia Kolb ganó las medallas de oro y rompió ambas plusmarcas olímpicas. Finalmente, en los eventos por equipos, el cuarteto estadounidense rompió la marca mundial en el relevo 4 × 100 metros cuatro estilos masculino con un tiempo total de 3:54.9. En las competiciones femeninas, ambos equipos estadounidenses mejoraron las plusmarcas mundiales.

#### Pentatlón moderno
Se realizaron dos pruebas, ambas masculinas, de pentatlón moderno: una individual y una por equipos, que se llevaron a cabo en diversas sedes entre el 13 y el 17 de octubre. El primer evento finalizó con victoria del sueco Björn Ferm, con un total de 4964 puntos. Pese a no haber conseguido buenos puntajes en cuatro de las pruebas, el sueco se recuperó en la natación, donde consiguió el segundo lugar y 1075 puntos. La sumatoria final le dio la victoria con solo once puntos más que el segundo lugar, el húngaro András Balczó. El soviético Pavel Lednev alcanzó el tercer lugar con 4795 puntos.
En el evento por equipos, Hungría, vencedor de dos de las pruebas —tiro y esgrima— se alzó con su tercer título olímpico no consecutivo —con 14 325 puntos—, seguido de la Unión Soviética, que, pese a dominar en dos de los eventos —ecuestre y natación— y alcanzar el segundo lugar en el campo a través, se tuvo que conformar con el segundo lugar por una diferencia setenta y siete puntos. En un principio, el equipo sueco —14 188 puntos— había conseguido el bronce, sin embargo, tras una prueba antidopaje se determinó que uno de sus miembros, Hans-Gunnar Liljenvall, tenía una concentración excesiva de alcohol en la sangre al momento de disputar la prueba de tiro del 15 de octubre. Por esta razón, los suecos fueron descalificados y se les obligó a regresar su medalla, que fue otorgada a Francia, cuarto lugar del torneo con casi mil puntos menos que los soviéticos.

#### Piragüismo en esprint
En la Pista Olímpica de Remo y Canotaje Virgilio Uribe del Canal de Cuemanco en Xochimilco se realizaron los siete eventos de piragüismo. En el programa femenino se disputaron dos pruebas, una individual y una en dobles, ambas en kayak de 500 metros. En la primera, la soviética Liudmila Pinayeva logró defender el título olímpico. No obstante, en el evento de dobles, Pinayeva y su compañera, Antonina Seredina, no pudieron superar a sus rivales y perdieron la plata ante la pareja húngara por la menor diferencia posible, 0.01 segundos, mientras que Alemania Occidental ganó el oro por casi dos segundos. Por otra parte, en las pruebas masculinas, Hungría venció en dos de los eventos, kayak y canoa individual de 1000 metros, y consiguió tres medallas más. Los soviéticos Alexandr Shaparenko y Vladimir Morozov obtuvieron el oro en el kayak de 1000 metros, mientras que la pareja rumana hizo lo propio en el mismo evento en canoa. En la prueba restante, el oro fue para el cuarteto noruego.

#### Remo

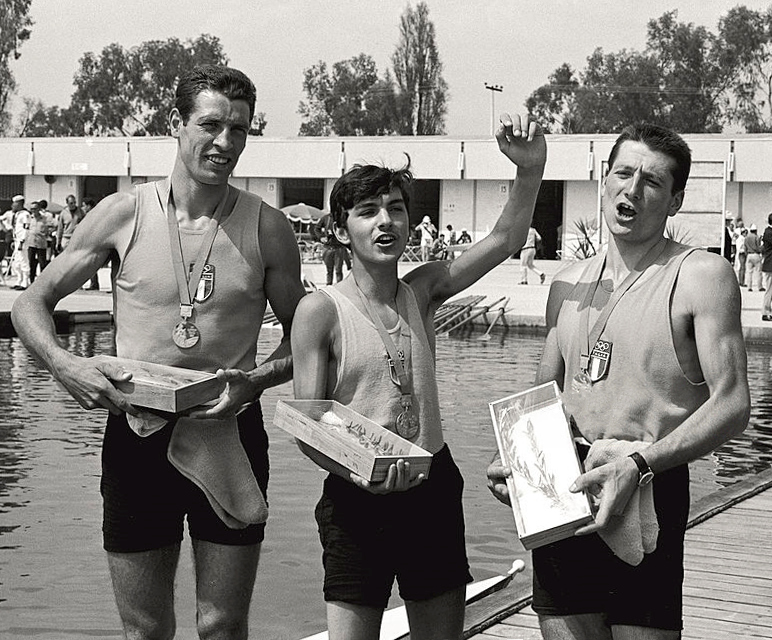
Renzo Sambo, Bruno Cipolla y Primo Baran, ganadores del evento por parejas.

Los siete eventos masculinos del torneo de remo se desarrollaron en la Pista Olímpica de Remo y Canotaje Virgilio Uribe. En el único evento individual, el skiff, el neerlandés Jan Wienese se hizo con el oro al vencer al alemán Jochen Meißner y al argentino Alberto Demiddi. En los eventos de dobles, la Unión Soviética y Alemania Oriental fueron los ganadores, los primeros en el skiff por pareja y los segundos en el dobles sin timonel, donde vencieron a los estadounidenses en la final por una mínima diferencia de 0.15 segundos. El equipo de Alemania Oriental consiguió dos medallas más: oro en el cuatro sin timonel y plata en la competición por cuatro. Por su parte, el otro estado alemán obtuvo el título en la competencia por ocho y, en el evento por parejas, el trío italiano llegó en primer lugar, seguido de los neerlandeses y los daneses.

##### Saltos
Cuatro eventos —dos masculinos y dos femeninos— conformaron la competición de saltos, también celebrada en la Alberca Olímpica. En el trampolín de tres metros, con 170.15 puntos, el estadounidense Bernard Wrightson venció al italiano Klaus Dibiasi y a su compatriota James Henry. No obstante, en la plataforma de diez metros, el italiano alcanzó el oro con un puntaje de 164.18; 9.69 más que el mexicano Álvaro Gaxiola y diez más que el estadounidense Edwin Young. En los eventos femeninos, la estadounidense Susan Gossick se alzó con el oro en el trampolín de tres metros y la checa Milena Duchková en la plataforma de diez metros.

#### Tiro
En las siete pruebas de tiro, realizadas del 18 al 23 de octubre en el Polígono de Tiro, se rompieron un total de cuatro plusmarcas olímpicas y se permitió, por vez primera, la participación de mujeres. Además se contó con un nuevo evento, el tiro skeet, donde los tres primeros lugares empataron con 198 puntos. En el desempate, con un tiro de veinticinco puntos, el soviético Yevgueni Petrov obtuvo el oro. En un segundo desempate, el italiano Romano Garagnani ganó la plata y el alemán Konrad Wirnhier el bronce. En la pistola libre, el soviético Grigori Kosych y el alemán Heinz Mertel rompieron la plusmarca olímpica con 562 puntos. No obstante, con cuatro puntos de diferencia en el desempate, Kosych consiguió el oro. Igualmente, en la pistola rápida, Josef Zapedszki ganó el oro con una nueva marca olímpica de 593 puntos. Por su parte, en el rifle en tres posiciones, el estadounidense Gary Anderson defendió su título olímpico y rompió su propia plusmarca mundial con un total de 1157 puntos. Asimismo, en el rifle en posición tendido, participaron la polaca Eulalia Rolińska y la peruana Gladys de Seminario que, junto a la mexicana Nuria Ortiz —participante de skeet—, fueron las primeras mujeres participantes de un torneo olímpico de tiro.

#### Vela
Del 14 al 21 de octubre, el Club de Yates de Acapulco, ubicado en la Bahía de Acapulco, albergó las cinco competiciones de vela. En el único evento individual, el soviético Valentín Mankin, primer lugar en tres carreras, segundo en dos y tercero en una, ganó la medalla de oro. Tras haber sido descalificados en la primera carrera, los británicos Rodney Pattisson e Iain MacDonald-Smith ganaron las siguientes cinco y, en la final, consiguieron el oro en la clase Flying Dutchman al vencer al dúo alemán conformado por Ullrich Libor y Peter Naumann. Por su parte, los equipos estadounidenses triunfaron en dos de las categorías: Star y Dragon. El evento restante, 5.5 metros, finalizó con victoria de los hermanos suecos Ulf, Jörgen y Peter Sundelin.

#### Voleibol
En el programa olímpico de voleibol se disputaron dos eventos, uno masculino y uno femenino, ambos disputados en el Gimnasio Olímpico Juan de la Barrera y en la Pista de Hielo Revolución. En el torneo masculino participaron diez naciones. La Unión Soviética defendió su título olímpico y compartió podio con Japón —plata— y Checoslovaquia —bronce—, tercer y segundo lugar, respectivamente, en el primer torneo olímpico de voleibol celebrado cuatro años antes. Tal como sucedió en el evento masculino, los equipos femeniles de la URSS y Japón obtuvieron el oro y la plata, respectivamente. Asimismo, Polonia ganó su segunda medalla de bronce consecutiva.

#### Waterpolo
El torneo de waterpolo se llevó a cabo en dos sedes: la Alberca Olímpica Francisco Márquez y la Alberca Olímpica Universitaria de Ciudad Universitaria. Pese a que el equipo australiano había clasificado a los Juegos, el Comité Olímpico Australiano se negó a pagar los costos del viaje, de tal forma que se redujo a quince el número de equipos participantes. Divididos en dos grupos, los mejores cuatro se enfrentaron en las semifinales, donde la Unión Soviética derrotó por 8–5 a Italia, y Yugoslavia a Hungría por 8–6. En la pugna por la medalla de bronce, Hungría venció a Italia y obtuvo su novena medalla olímpica consecutiva en este deporte. Por otro lado, en la final, tras empatar 11-11 con la URSS al término del tiempo reglamentario, Yugoslavia se alzó con su primer título olímpico gracias a dos goles más en el tiempo extra.

#### Deportes de demostración
Los deportes de demostración, tenis y pelota vasca, se celebraron en Guadalajara y en la Ciudad de México. En el caso del tenis, que regresó a los Juegos por primera vez desde 1924, hubo dos torneos, uno de exhibición y otro de demostración, celebrados en canchas de polvo de ladrillo y que contaron con las mismas cinco categorías: dos masculinas, dos femeninas y una mixta. En el evento de demostración, el español Manuel Santana venció a su compatriota Manuel Orantes en la final masculina, mientras que, en la femenina, la alemana Helga Niessen Masthoff hizo lo propio ante la estadounidense Jane Bartkowicz. No obstante, en el torneo de exhibición, la estadounidense consiguió el primer lugar tras derrotar a su compatriota Julie Heldman. El mexicano Rafael Osuna, ganador del evento masculino, logró junto a Vicente Zarazúa el título de dobles en ambos torneos. Heldman, por su parte, alcanzó, junto al también estadounidense Herbert Fitzgibbon, el oro en dobles mixtos de demostración, y, junto a Rosie Reyes, el de dobles femenino en exhibición. En el caso de la pelota vasca, esta fue su tercera aparición en los Juegos Olímpicos. El torneo contó con cinco categorías, en las que participaron pelotaris de siete países. Los españoles —pelota mano y cesta-punta— y los mexicanos —pelota goma y frontenis— dominaron en dos eventos, mientras que la competencia restante, paleta cuero, finalizó con victoria de Francia.

### Ceremonia de clausura

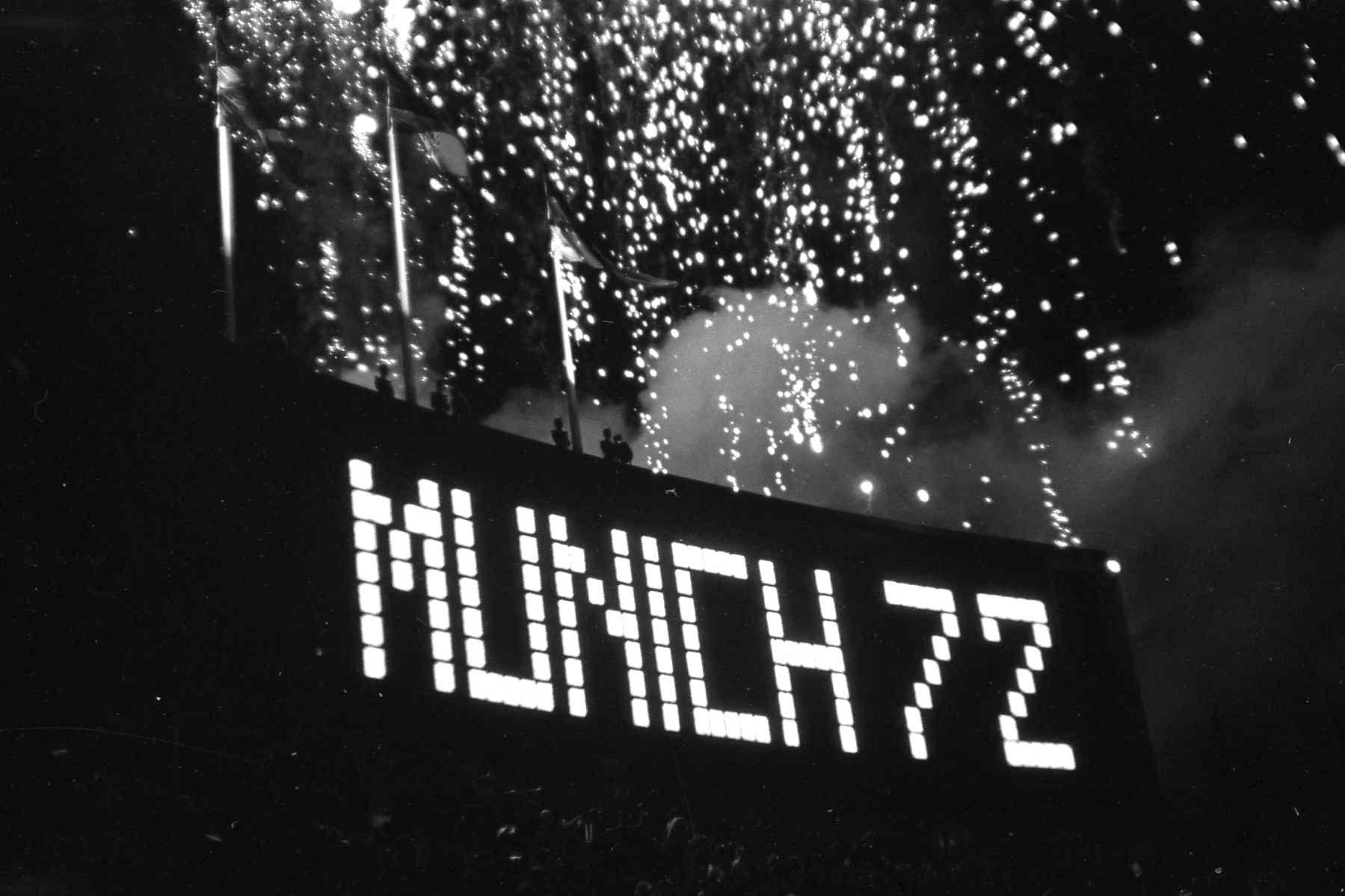
Imagen de la ceremonia de clausura.

La ceremonia de clausura se celebró el 27 de octubre en el Estadio Olímpico, comenzando con el desfile de las banderas de los países participantes, que inició con la de Grecia y finalizó con la de México, seguidas por los atletas, seis por nación —con excepción del país sede que desfiló con la delegación completa—, que ingresaron al estadio juntos y sin separación. Posteriormente, Brundage se encargó de clausurar el evento: «Declaro finalizados los Juegos de la XIX Olimpiada e invito a la juventud del mundo a reunirse, en cuatro años, en Múnich, para la celebración de los Juegos de la XX Olimpiada».
Doce cadetes de la Heroica Escuela Naval Militar arriaron la bandera olímpica y, poco después, se apagaron todos los reflectores del estadio. Siendo la única fuente de luz, los asistentes observaron el lento apagado de la llama olímpica, seguido de un espectáculo de fuegos artificiales, que dio paso a la Novena Sinfonía Beethoven. Al final, mil mariachis tocaron La Negra, Guadalajara y Las golondrinas. Los atletas comenzaron a correr por la pista, mientras el público les arrojaba sombreros de charro, flores y pañuelos. Al final, los asistentes se unieron a los deportistas en la «fiesta».

### Múltiples medallistas
| Atleta           | País            | Deporte  | Gold | Silber | Bronze | Total |
| Věra Čáslavská   | Checoslovaquia  | Gimnasia | 4    | 2      | 0      | 6     |
| Akinori Nakayama | Japón           | Gimnasia | 4    | 1      | 1      | 6     |
| Charles Hickcox  | Estados Unidos  | Natación | 3    | 1      | 0      | 4     |
| Sawao Kato       | Japón           | Gimnasia | 3    | 0      | 1      | 4     |
| Debbie Meyer     | Estados Unidos  | Natación | 3    | 0      | 0      | 3     |
| Mijaíl Voronin   | Unión Soviética | Gimnasia | 2    | 4      | 1      | 7     |

## Participantes

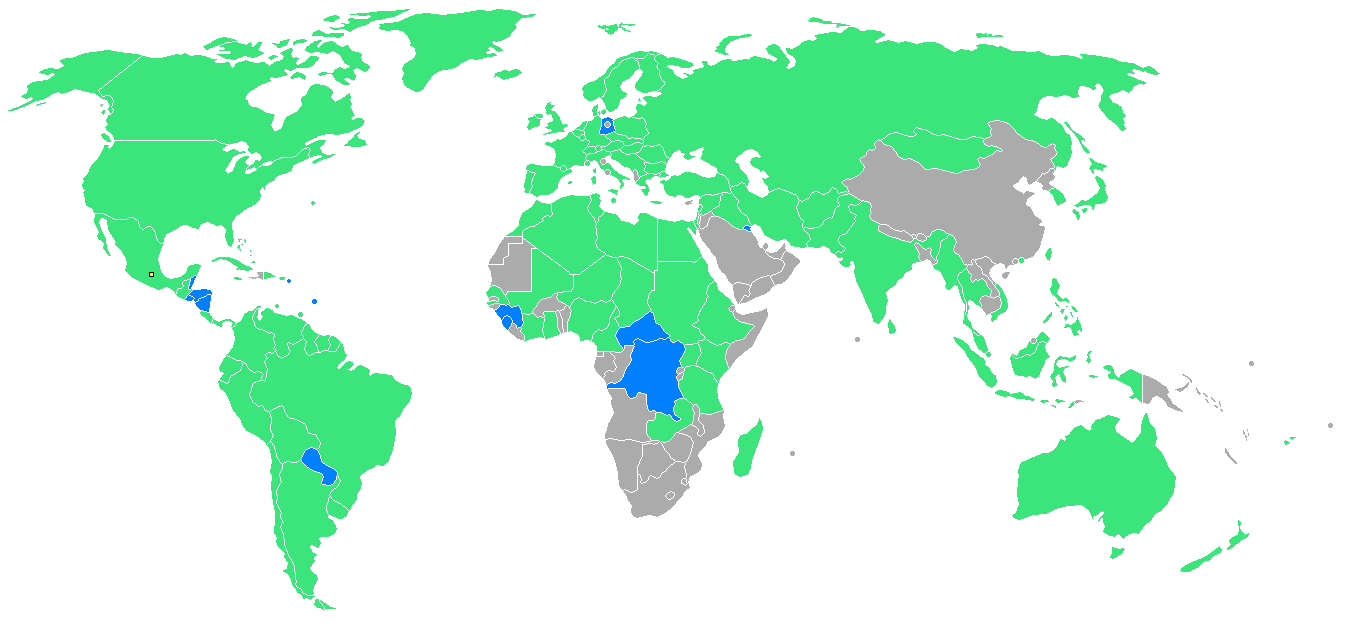
Naciones participantes (debutantes en azul).

En esta edición participaron un total de 5516 deportistas —4735 hombres y 781 mujeres— de 112 comités nacionales afiliados al Comité Olímpico Internacional. Un aumento de 365 atletas y 19 países con relación a Tokio 1964. Tras participar durante tres ediciones como el Equipo Unificado de Alemania, el 6 de octubre de 1965, durante la 64.ª Sesión, el COI permitió a Alemania Oriental participar como un equipo independiente de Alemania Occidental. No obstante, ambos equipos debieron participar con el mismo uniforme, la misma bandera —la bandera alemana con los anillos olímpicos— y el mismo himno, la Sinfonía n.º 9.
Barbados, El Salvador, Guinea, Honduras, Honduras Británica, Islas Vírgenes de Estados Unidos, Kuwait, Nicaragua, Paraguay, República Centroafricana, Congo-Kinshasa y Sierra Leona también fueron debutantes en los Juegos. Además, Singapur volvió a participar independientemente después de formar parte del equipo de Malasia cuatro años atrás.

## Medallero
País organizador (México)
| Núm. | País                      | Oro | Plata | Bronce | Total |
| ---- | ------------------------- | --- | ----- | ------ | ----- |
| 1    | Estados Unidos (USA)      | 45  | 28    | 34     | 107   |
| 2    | Unión Soviética (URS)     | 29  | 32    | 30     | 91    |
| 3    | Japón (JPN)               | 11  | 7     | 7      | 25    |
| 4    | Hungría (HUN)             | 10  | 10    | 12     | 32    |
| 5    | Alemania Oriental (GDR)   | 9   | 9     | 7      | 21    |
| 6    | Francia (FRA)             | 7   | 3     | 5      | 15    |
| 7    | Checoslovaquia (TCH)      | 7   | 2     | 4      | 13    |
| 8    | Alemania Occidental (FRG) | 5   | 11    | 10     | 26    |
| 9    | Australia (AUS)           | 5   | 7     | 5      | 17    |
| 10   | Reino Unido (GBR)         | 5   | 5     | 3      | 13    |
| 15   | México (MEX)              | 3   | 3     | 3      | 9     |

## Legado
Deportivamente, los Juegos Olímpicos finalizaron con treinta plusmarcas mundiales y setenta y seis olímpicas nuevas. Las condiciones de la Ciudad de México ayudaron a los atletas de cortos esfuerzos, mientras que en el resto «provocó más de un desfallecimiento». Tres de esas marcas tuvieron una gran duración. Primeramente, la marca de Beamon tardó más de veinte años en ser superada. En el Campeonato Mundial de Atletismo de 1991, inicialmente Carl Lewis logró una nueva marca al saltar 8.91 metros, sin embargo, una hora después Mike Powell alcanzó los 8.95 metros. Por otro lado, la marca de Hines se mantuvo hasta 1988, cuando Calvin Smith la mejoró por 0.02 segundos. Finalmente, la plusmarca de Evans en los 400 metros duró hasta 1983, año en que Butch Reynolds llegó en 43.29 segundos.
De acuerdo con Arbena (2004), tras los Juegos, los mexicanos «heredaron un sistema de comunicaciones y televisión tecnológicamente superior, [...] una mejorada infraestructura deportiva, [...] y un sentido de éxito y orgullo nacional». En términos económicos, los gastos de la realización del evento contribuyeron significativamente al aumento de la deuda externa mexicana. Tras los eventos deportivos celebrados en México, el gobierno buscó «absorber gran parte de la demanda de empleo por medio de la política de gasto público que llevó a altas tasas de crecimiento del producto interno bruto». En general, el sector turístico se vio beneficiado por la celebración del evento. Witherspoon (2003) aclara que, sin embargo, «todo el impacto económico de los Juegos, tanto el positivo, como el negativo, se concentró en la Ciudad de México». Además, indica que la economía mexicana no sufrió efectos significativos: en 1968, el producto nacional bruto (PNB) creció 7.1 %, el promedio de crecimiento entre los años 1963 y 1967. Por su parte, la renta per cápita aumentó 3.4 %, en comparación con el 2.7 % que creció en 1967. A corto plazo, México no vivió el incremento económico esperado ante el turismo que se experimenta en un año olímpico. Con la llegada de Luis Echeverría Álvarez a la presidencia, pese a que el PNB continuó su crecimiento, también comenzó a incrementarse el desempleo y la inflación. De esta forma, los gastos que representaron eventos como los Olímpicos fueron factores que contribuyeron a los problemas económicos que México enfrentó en las décadas de 1970 y 1980.

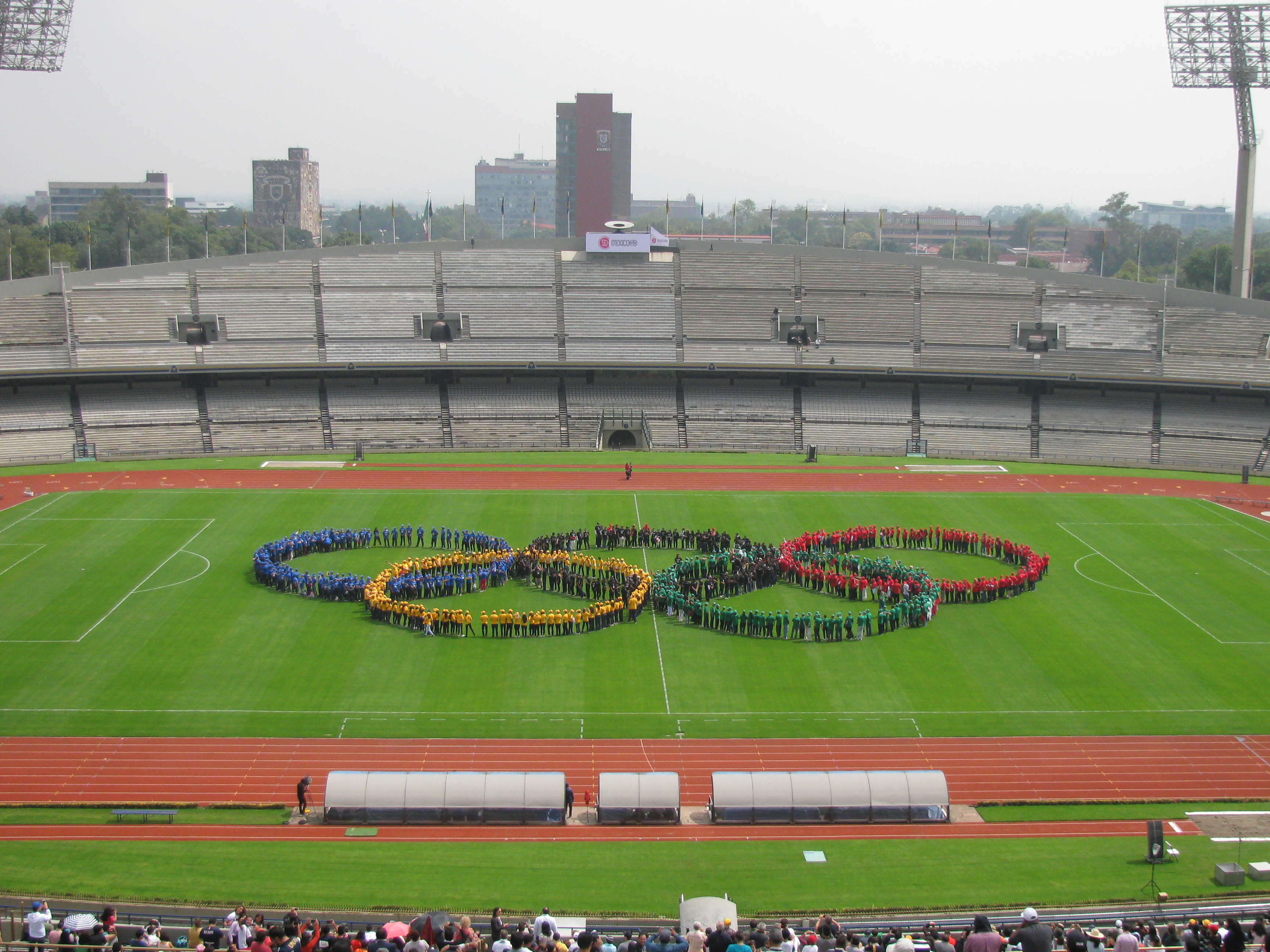
Evento de conmemoración de los cincuenta años de los Juegos Olímpicos en el Estadio Olímpico Universitario, 12 de octubre de 2018.

Según Barke (2011), los de México 1968 son unos de los Juegos Olímpicos «más memorables de los tiempos modernos y, quizá, más por eventos no deportivos» que por los éxitos deportivos. En ese sentido, Zolov (2009) asegura que, para los mexicanos, las «imágenes de represión [por la masacre de Tlatelolco] han eclipsado todos los demás aspectos» de los Juegos. Mientras que, para los estadounidenses, estos Olímpicos se resumen «en una sola representación del desafío enguantado en negro [saludo del poder negro]». A pesar de los cambios radicales que la capital mexicana sufrió en los años posteriores, la mayoría de las sedes olímpicas «continuaron siendo utilizadas para su propósito original». Al cabo de dos años, México celebró la Copa Mundial de Fútbol de 1970. Con esto, se convirtió en el primer país en celebrar ambos eventos de forma consecutiva. Posteriormente, la ciudad albergó los Juegos Panamericanos de 1975 y la Copa Mundial de Fútbol Juvenil de 1983. En 1986, tras la renuncia de Colombia, la Copa Mundial de Fútbol regresó a México y con ello se convirtió en el primer país en celebrar dos veces una Copa Mundial. Posteriormente, en 1990, los XVI Juegos Centroamericanos y del Caribe se celebraron en la capital mexicana. Además fue una de las sedes de la Copa Mundial de Fútbol Sub-17 de 2011. La ciudad también ha celebrado ediciones de diversos campeonatos mundiales, como el de voleibol en 1974.
La película oficial de los Juegos, Olimpiada en México (1969), dirigida por el cineasta mexicano Alberto Isaac, fue el documental más costoso del gobierno de Díaz Ordaz. Producida por la Sección de Cinematografía del Comité Organizador, requirió de ochenta y un equipos de cámara para su filmación. En 1969, fue nominada al Óscar al mejor documental largo. En ese mismo año, el Comité publicó su memoria oficial: «Official Report of the Organizing Committee of the Games of the XIX Olympiad», compuesta por cuatro volúmenes que abarcan diversas fases de la organización. Su elaboración corrió a cargo de doscientos empleados del Departamento de Publicaciones y otras secciones del COO e incluyó más de 4000 fotografías y los resultados oficiales de las competiciones deportivas. El 12 de octubre de 2018, con motivo del cincuenta aniversario de los Juegos Olímpicos, se recreó la ceremonia de apertura en el Estadio Olímpico Universitario, que incluyó un desfile de 600 atletas de México y otros países, y se entregaron reconocimientos a algunos de los deportistas ganadores en esa edición. Además, Enriqueta Basilio volvió a encender el pebetero olímpico del estadio. Días antes, el presidente del COI, Thomas Bach, participó en la develación de unos anillos olímpicos y placas conmemorativas en la explanada de la Sala de Armas de la Ciudad Deportiva Magdalena Mixhuca.